# Elisabetta Gonzaga

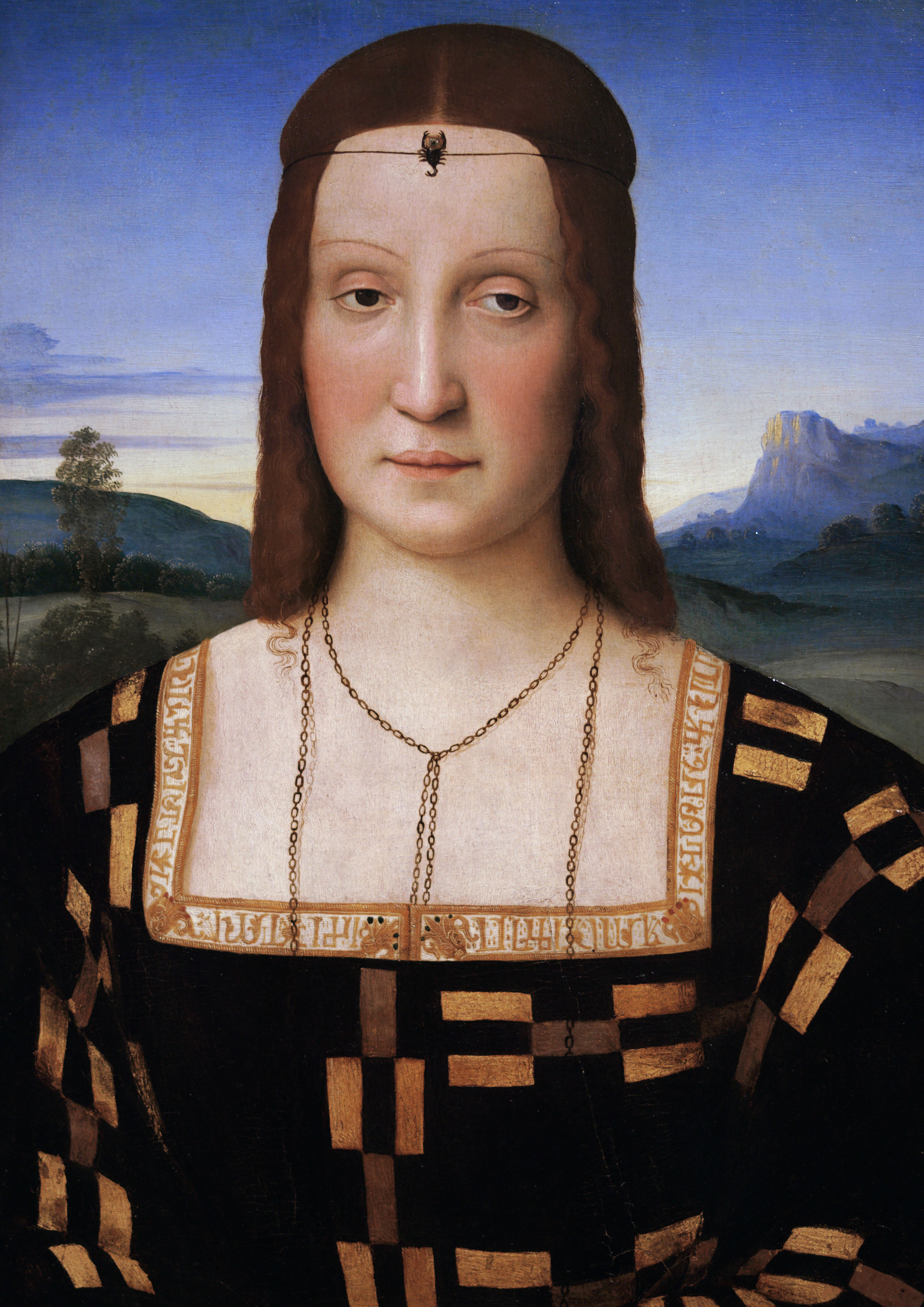
Raffael: Porträt der Elisabetta Gonzaga, um 1504, Uffizien

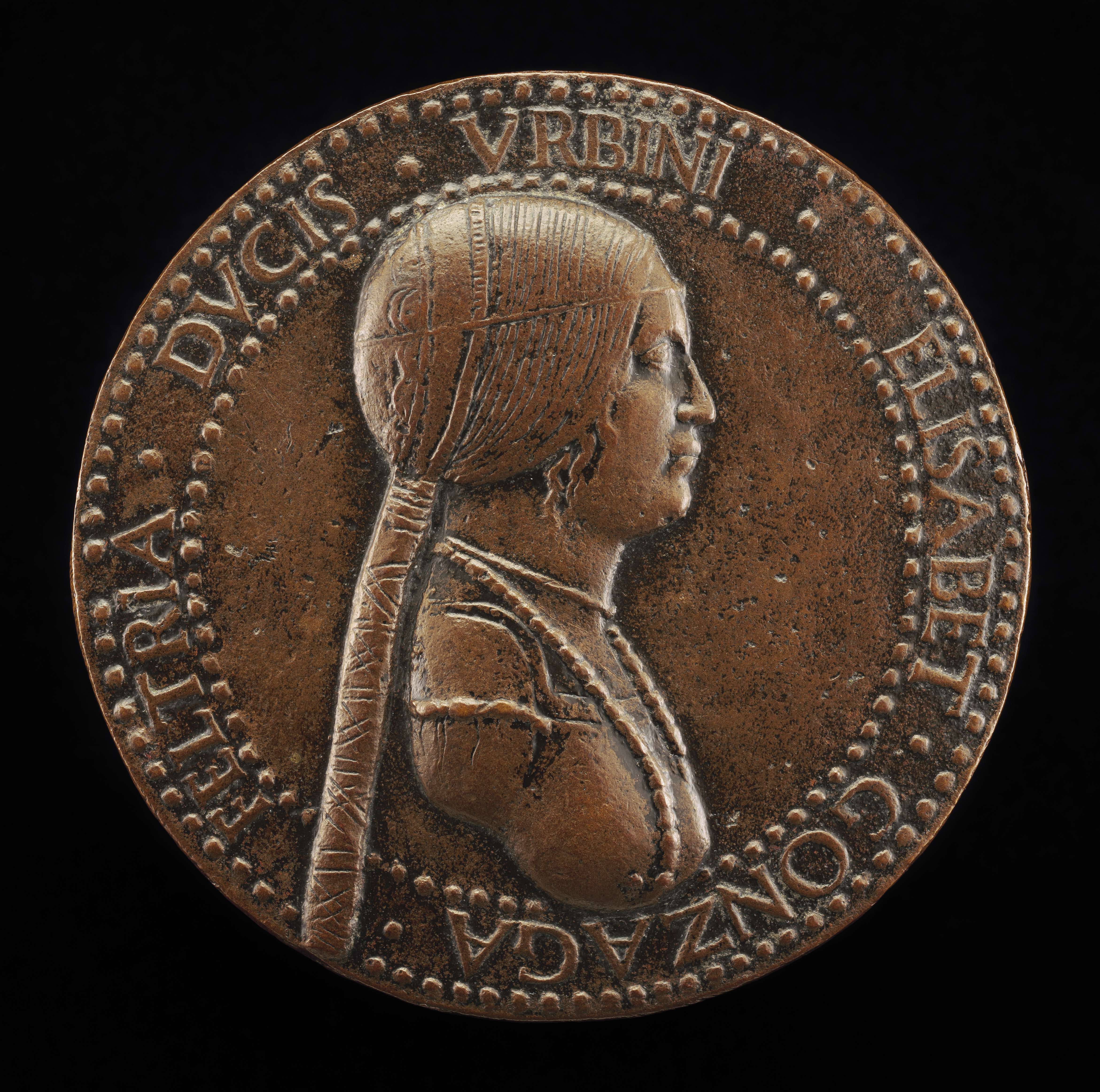
Adriano Fiorentino: Medaille mit dem Profil der Elisabetta Gonzaga, um 1495/99, National Gallery of Art

Wappen der Markgrafschaft Mantua seit 1433 (Gianfrancesco I. Gonzaga)

Elisabetta Gonzaga (* 1471 in Mantua; † 31. Januar 1526 in Urbino), aus der italienischen Adelsfamilie der Gonzaga, Markgrafen von Mantua, zählt zu den bekanntesten Frauen der italienischen Renaissance. Durch ihre Ehe mit Guidobaldo I. da Montefeltro, Herzog von Urbino (1472–1508), wurde sie 1489 zur Herzogin von Urbino und zeichnete sich durch ihre Bildung, ihren Kunstsinn, ihr Mäzenatentum und durch ihre unbeirrte Haltung gegenüber Schicksalsschlägen aus. Selbst Schwägerin der Gemahlin eines Papstneffen, wurde sie zum Opfer päpstlicher Machtpolitik, indem sie zweimal von päpstlichen Nepote – von Cesare Borgia, dem Sohn von Papst Alexander VI., und von Lorenzo di Piero de’ Medici (1492–1519), dem Neffen des Papstes Leo X. – aus ihrem Herzogtum vertrieben wurde und ins Exil gehen musste. Trotzdem glänzte der Hof in Urbino unter ihrer Patronanz durch seine verfeinerte kulturelle Atmosphäre, die durch Baldassare Castiglione in seinem Werk “Il Libro del Cortegiano” (Das Buch vom Hofmann) idealisiert – und verewigt – wurde, wodurch ein Modell der europäischen höfischen Kultur entstand.
Da ihre Ehe kinderlos blieb, adoptierte sie mit ihrem Ehemann dessen Neffen, Francesco Maria I. della Rovere, der 1508 unter ihrer Regentschaft die Nachfolge als Herzog von Urbino antrat.

## Herkunft
Elisabetta Gonzaga entstammte der italienischen Herrscherfamilie der Gonzaga, die die Macht in Mantua schon 1328 durch den Sturz der Familie Bonacolsi an sich gebracht hatte und durch eine beharrliche Politik von der faktischen Herrschaft über das Amt eines „Capitano del Popolo“ 1433 durch kaiserliche Belehnung zu Markgrafen von Mantua aufgestiegen war. Später (1530) wurden sie zu Herzögen erhoben und verschwägerten sich mit den ersten Häusern Italiens und Europas.

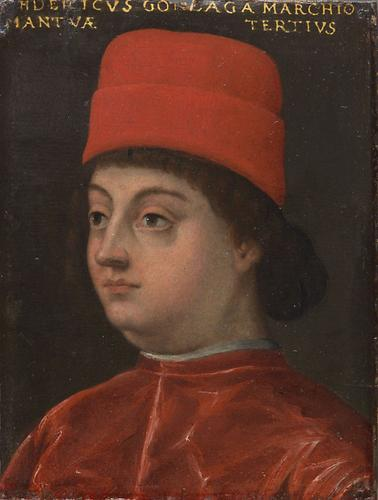
Markgraf Federico I. Gonzaga

Elisabettas Vater war Federico I. Gonzaga, der von 1478 bis 1484 als dritter Markgraf von Mantua regierte. Er war zu seiner Zeit ein berühmter Kondottiere, der im Dienst der Herzöge von Mailand Gian Galeazzo Sforza (1466–1474) und Ludovico „il Moro“ Sforza stand und das Herzogtum Mailand gegen dessen Feinde – wie die Koalitionen zwischen Papst Sixtus IV. (1471–1484) und dem Königreich Neapel gegen Florenz und Mailand oder gegen die damals expansive Politik der Republik Venedig verteidigte. Zugleich war er jedoch auch ein großer Kunstfreund und Mäzen, der zahlreiche Künstler der Renaissance mit Aufträgen versorgte.

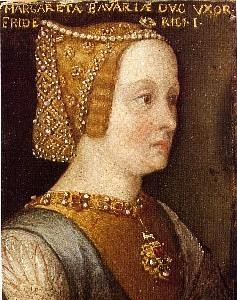
Margarete von Bayern, Markgräfin von Mantua

Elisabettas Mutter war Margarete Herzogin von Bayern-München. Sie war eine Tochter von Albrecht III. „dem Frommen“, Herzog von Bayern-München (1438–1460), der insbesondere durch zwei Dinge in Erinnerung blieb: Durch die Ablehnung der ihm 1440 angetragene böhmischen Königskrone und durch seine romantisch-tragische Beziehung zu Agnes Bernauer. Dessen Gemahlin war Anna Herzogin von Braunschweig-Grubenhagen († 14. Oktober 1474), eine Tochter des Herzogs Erich I. (1383–1427).
Elisabetta Gonzaga hatte vorwiegend Vorfahren deutscher Herkunft, da auch ihre Großmutter väterlicherseits, Barbara Markgräfin von Brandenburg (1422–1481) aus Deutschland stammte. Sie war dadurch nicht nur mit den Herzögen von Bayern und den Herzögen von Braunschweig, den Kurfürsten von Brandenburg und den Kurfürsten von Sachsen, sondern u. a. über Sachsen auch mit den Königen von Dänemark, Norwegen und Schweden aus dem Haus Oldenburg verwandt.
Trotz ihrer vornehmen Herkunft entsprach Margarete von Bayern offensichtlich nicht ganz den ästhetischen Erwartungen der italienischen Hofgesellschaft. Zeitgenössische Berichterstatter beschreiben sie als klein, blass, mit dickem Gesicht und kritisieren, dass sie kein Wort Italienisch sprach, nicht nach der italienischen Mode, sondern „derb, wie eine reiche Bäuerin“ gekleidet war. Die von ihr erhaltene Porträtminiatur zeigt jedoch, dass diese Kritik wohl nicht ganz berechtigt war.

## Leben

### Kindheit im Glanz der Renaissance

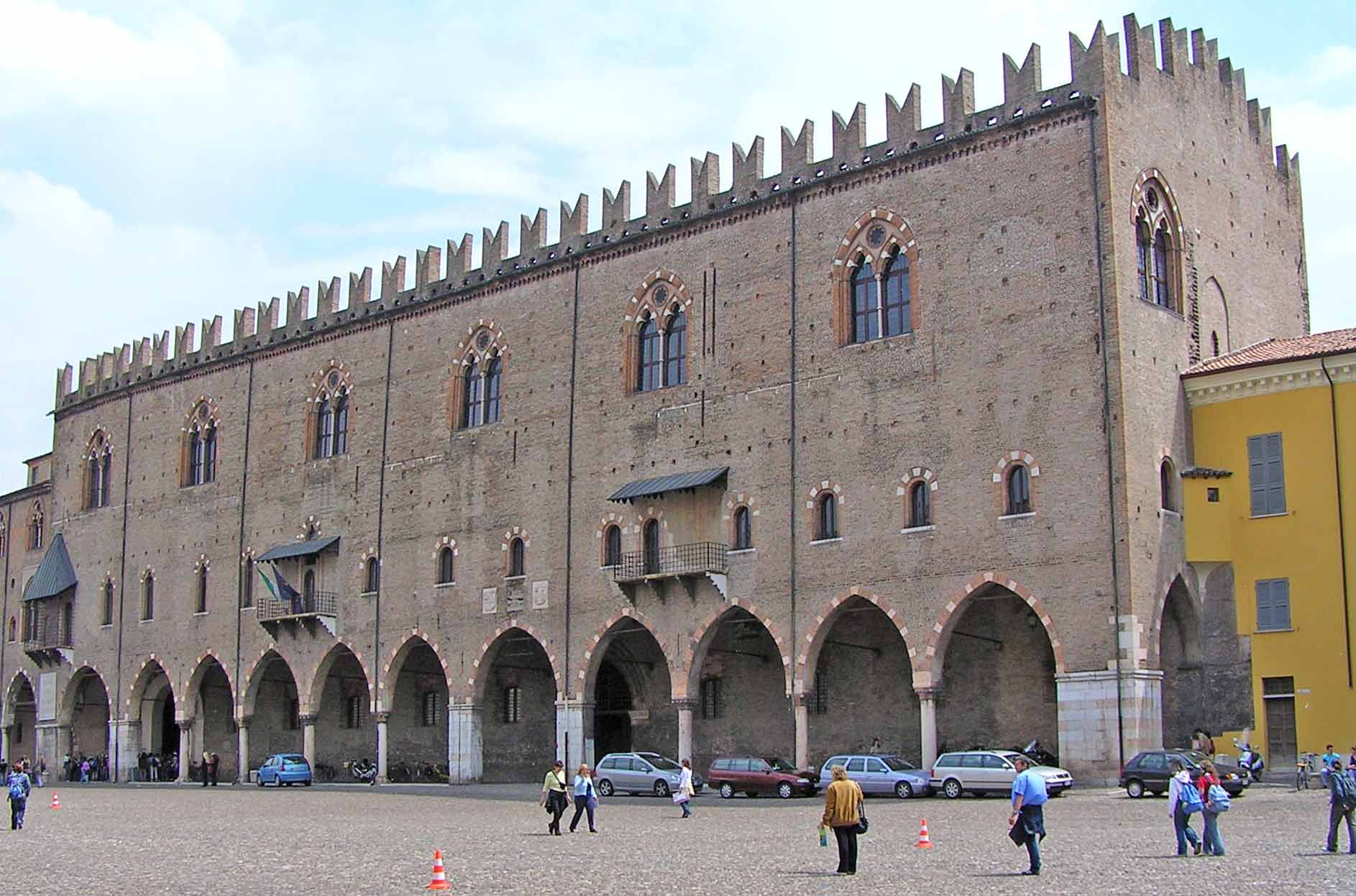
Fassade des Palazzo Ducale in Mantua

Elisabetta wurde 1471 im Palazzo der Familie Gonzaga in Mantua – der Hauptstadt der gleichnamigen Markgrafschaft – als viertes Kind und zweite Tochter des Markgrafen Federico I. Gonzaga geboren. Sie wuchs am dortigen Hof auf, der sich im später „Palazzo Ducale“ genannten Palaiskomplex in Mantua befand. Dieser bestand aus dem „Palazzo del Capitano“ aus dem dreizehnten Jahrhundert, der „Magna Domus“ und der von Bartolino da Novara († 1406/1410) – einem der berühmtesten Militärbaumeister seiner Zeit – im Jahre 1406 fertiggestellten Festung, dem „Castello di San Giorgio.“ Die Residenz der Gonzaga in Mantua zählte damit bereits damals zu den wichtigen Sehenswürdigkeiten der Lombardei.
In ihrer Kindheit konnte Elisabetta noch die Fresken des Malers und Medailleurs Antonio di Puccio Pisano, genannt „Pisanello“ (1395–1455) im Castello di San Giorgio und in der Schlosskapelle sehen. Sie konnte auch die Ausschmückung der „Camera degli Sposi“ im Castello di San Giorgio – des wohl bemerkenswertesten Saales des ganzen Palastes – miterleben, der in den Jahren 1465 bis 1475 von dem berühmten italienischen Maler, Andrea Mantegna mit Fresken geschmückt wurde. Diese zeigen den Hof der Markgrafen von Mantua zu Lebzeiten ihres Großvaters, Ludovico III. Gonzaga, Markgraf von Mantua (1444–1478), genannt „il Turco“ (der Türke) umgeben von seiner Familie. Die Kunst Pisanellos und Mantegnas – der ein halbes Jahrhundert, von 1459 bis 1506, für ihre Familie arbeitete – war daher ein fester Bestandteil der kulturellen Atmosphäre, in der Elisabetta aufwuchs.

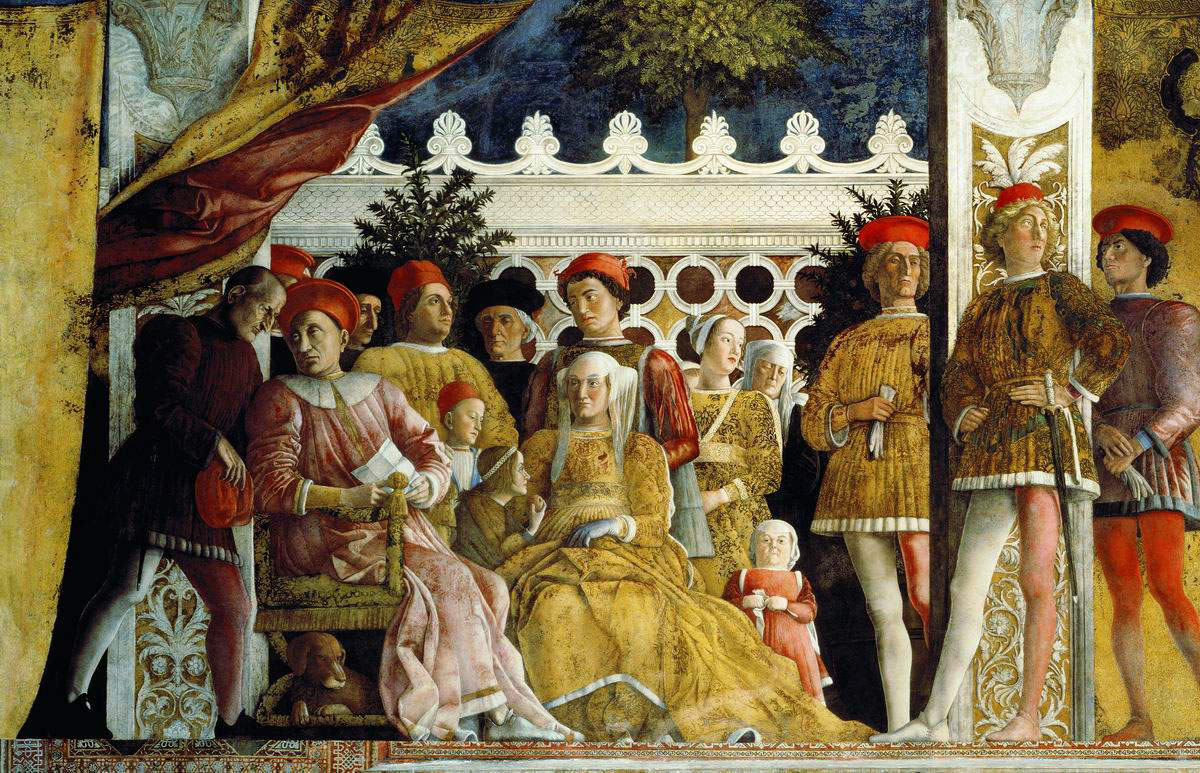
Auf dem Fresko Der Hof der Gonzaga in der Camera degli Sposi im Palazzo Ducale in Mantua des Andrea Mantegna sind von der Familie Elisabettas u. a.ihr Großvater Ludovico III. Gonzaga (links sitzend), ihre Großmutter Barbara von Brandenburg (im Zentrum) und ihr Vater Federico I. Gonzaga (stehend zwischen beiden) zu sehen.

Während ihrer Jugend erfolgte eine weitere Vergrößerung des Palaiskomplexes, da in den Jahren 1478 bis 1484 im Auftrag ihres Vaters vom toskanischen Architekten und Bildhauer Luca Fancelli (* ca. 1430, † ca. 1502) ein weiterer Palast, genannt „Domus Nova“ (das Neue Haus) am Ufer des Sees von Mantua errichtet wurde. Zugleich unternahm dieser Arbeiten am Palazzo del Podestà und führte 1472 – nach dem Tod des „uomo universale“ (Universalgelehrten) Leon Battista Alberti – dessen Pläne für die Basilika Sant’Andrea in Mantua aus, die zu einem bedeutenden Vorbild für die Architektur der italienischen Renaissance wurde.
Auch der Uhrturm, (Torre dell’Orologio) und eine Reihe von Adelspalästen, wie der Palazzo Arrivabene, wurden von Luca Fancelli in Elisabettas Jugendzeit in der Stadt Mantua errichtet, die dadurch ihr mittelalterliches Erscheinungsbild verlor und sich in eine Stadt der Renaissance verwandelte.
Ein weiteres Bauvorhaben ihres Vaters betraf die verfallene Burg von Marmirolo, deren Ruinen von dem berühmten Architekten Giulio Romano in eine luxuriöse Renaissancevilla umgebaut wurden.
Elisabetta wuchs daher am aufstrebenden Hof von Mantua in einer sehr kultivierten Atmosphäre auf, wo ihr Vater als großer Freund der Künste bemüht war, trotz ständiger Kriegszüge die regionalen Herrscher an Glanz und Mäzenatentum zu übertreffen und die ersten Künstler seiner Zeit an seinen Hof zu binden.
Elisabetta hatte jedoch nur wenig Gelegenheit, die Gesellschaft ihres Vaters zu genießen, da dieser wegen seiner zahlreichen Feldzüge zumeist abwesend war und nur sechs Jahre lang regierte. Da ihre Mutter für eine Regentschaft nicht geeignet erschien, lag während der Abwesenheitszeiten ihres Vaters die zivile Verwaltung in den Händen des Eusebio Malatesta und die militärische bei ihrem Onkel, dem Kondottiere Francesco Secco d’Aragona, Conte di Calcio (1423–1496), der seit 1451 der Ehemann ihrer (außerehelichen) Tante, Caterina Gonzaga war.
Noch in ihrer Kindheit wurde Elisabetta zur Vollwaise, da sie 1479 mit acht Jahren ihre Mutter und 1484 – mit dreizehn Jahren – auch ihren Vater verlor. Bis zu ihrer Vermählung im Jahre 1488/89 lebte sie daher am Hof ihres ältesten Bruders, Francesco II. Gonzaga, der 1484 auf seinen Vater Federico I. als 4. Markgraf von Mantua gefolgt war.

### Familienbeziehungen und Politik

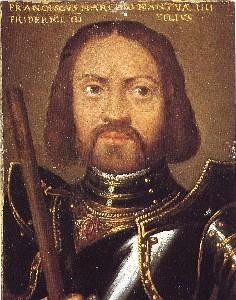
Markgraf Francesco II. Gonzaga

Porträt der Isabella d’Este von Tizian

Elisabetta wuchs in Mantua in der Gesellschaft ihrer Geschwister auf, die auch später noch eine besondere Rolle in ihrem Leben spielten, da sie selbst keine Kinder hatte. Obwohl Elisabettas Schwägerinnen und Schwäger nach politischen Kriterien ausgesucht worden waren, dienten diese nicht nur der Erweiterung ihres sozialen, politischen und kulturellen Horizontes, sondern hatten als erweiterte Familie oft einen sehr erheblichen persönlichen Einfluss auf ihr Leben.
Mantua war ein kleines Fürstentum, das nicht nur durch die Expansionsbemühungen der rivalisierenden italienischen Nachbarstaaten – insbesondere des erstarkenden Kirchenstaates und der expandierenden Republik Venedig –, sondern auch durch die Begehrlichkeiten der europäischen Großmächte, dem Haus Österreich und Frankreich in seiner Existenz bedroht war. Familienpolitik war daher ein unverzichtbarer Teil der Sicherheitspolitik und entscheidend für das weitere Überleben. Ihre Geschwister wurden daher ganz gezielt im Interesse der Stärkung der Dynastie eingesetzt:
- Francesco II. Gonzaga (1466–1519), Elisabettas ältester Bruder, folgte 1484 als Markgraf von Mantua, übernahm trotz seiner 18 Jahre bei Elisabetta die Vaterrolle, wodurch sie zu ihm zeitlebens eine besonders enge Beziehung hatte. Er heiratete 1490 Isabella d’Este, die älteste Tochter des Ercole I. d’Este, Herzog von Ferrara, Modena und Reggio (1471–1505) und der Eleonora von Aragon, einer Tochter des Ferdinand (Ferrante) I., König von Neapel (1458–1494). Isabella war wohl die glänzendste Dame der italienischen Renaissance, die von Zeitgenossen wegen ihres kulturellen und politischen Einflusses als “prima donna del mondo” gepriesen wurde. Sie entwickelte sich zur engsten Freundin Elisabettas. Beide besuchten sich gegenseitig, tauschten Briefe aus und berieten sich über die beste Art, die interessantesten Literaten, Musiker, Maler, Diplomaten und Philosophen an ihre Höfe zu fesseln. So empfahl Elisabetta ihrer Schwägerin, als diese mit ihrem von Andrea Mantegna gemalten Porträt unzufrieden war, „da es ihr in keiner Weise ähnelte“, sich an Giovanni Santi, den Vater Raffaels, zu wenden, um ein naturgetreues Porträt anfertigen zu lassen.[11]
- Chiara Gonzaga (1464–1503), mit ihrer ältesten Schwester war Elisabetta besonders eng verbunden, da sie bei ihr die Rolle der Mutter übernommen hatte. Sie wurde zur Absicherung der Beziehungen zu Frankreich – das eine massive Gier auf italienische Territorien zeigte – am 24. Februar 1481 mit Gilbert de Bourbon, Comte de Montpensier (1443–1496) verheiratet, der sich bei dem 1494 erfolgten Einfall von König Karl VIII. von Frankreich in Italien, bei der Eroberung von Florenz sowie 1495 bei der Besetzung des Königreichs Neapel auszeichnete, daher zum Herzog von Sessa (Sessa Aurunca) in der Provinz Caserta erhoben und zum (französischen) Vizekönig von Neapel ernannt wurde.
- Sigismondo Gonzaga, Elisabettas zweiter Bruder, wurde dank vereinter Bemühungen von Elisabetta Gonzaga und ihrer umtriebigen Schwägerin, Isabella d’Este Gonzaga 1505 zum Kardinaldiakon mit der Titelkirche Santa Maria Nuova (Santa Francesca Romana) ernannt, war 1511 bis 1521 Bischof von Mantua, 1512 päpstlicher Legat in Bologna und 1521 Legat in der Mark Ancona. Den beiden Damen gelang es jedoch nicht, den liebenswürdigen aber bedeutungslosen Sigismondo Gonzaga zum päpstlichen Thron zu verhelfen.[12]
- Giovanni Gonzaga, Marchese di Vescovado (1474–1525), Elisabettas dritter Bruder, wurde 1494 mit Laura Bentivoglio († 1523), einer Tochter des Giovanni II. Bentivoglio, Herr von Bologna, und der Costanza Sforza aus dem Haus der Herren von Pesaro verheiratet. Damit sollten die Beziehungen zum Herzogtum Mailand, das von den Sforza regiert wurde, abgesichert werden. Ihre Nachkommen wurden 1593 in den Reichsfürstenstand erhoben und sind bis heute in Italien ansässig.

### Herzogin von Urbino

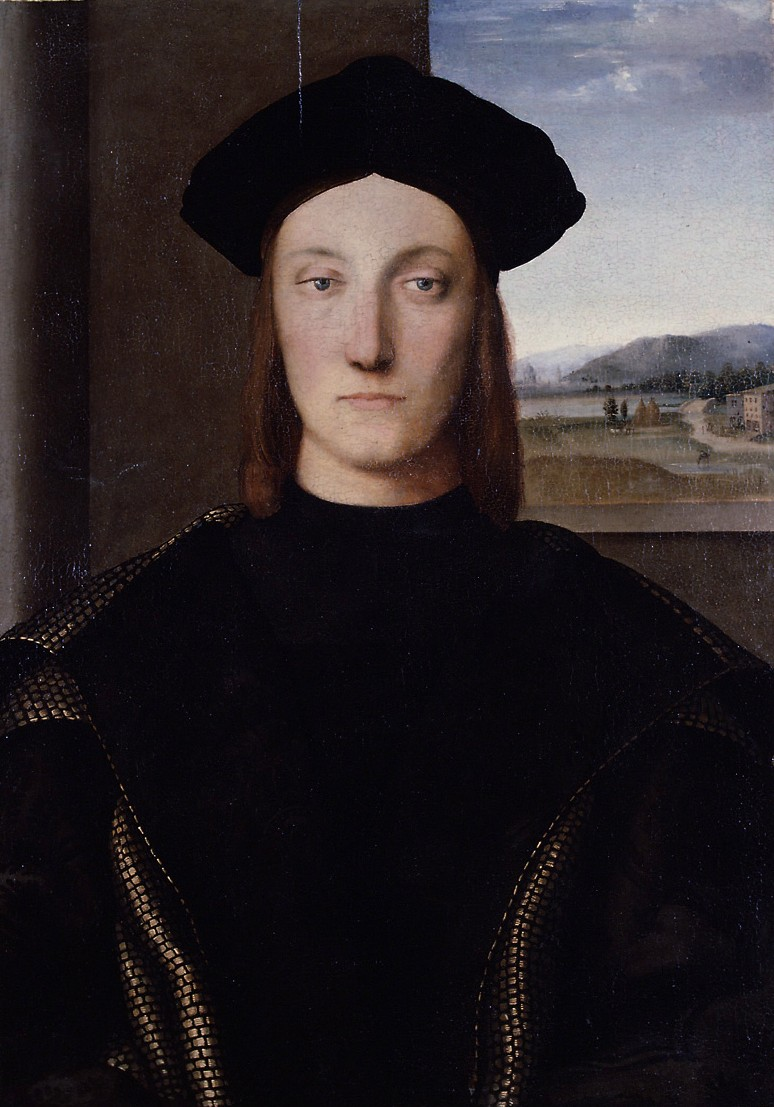
Porträt des Guidobaldo I. da Montefeltro von Raffael

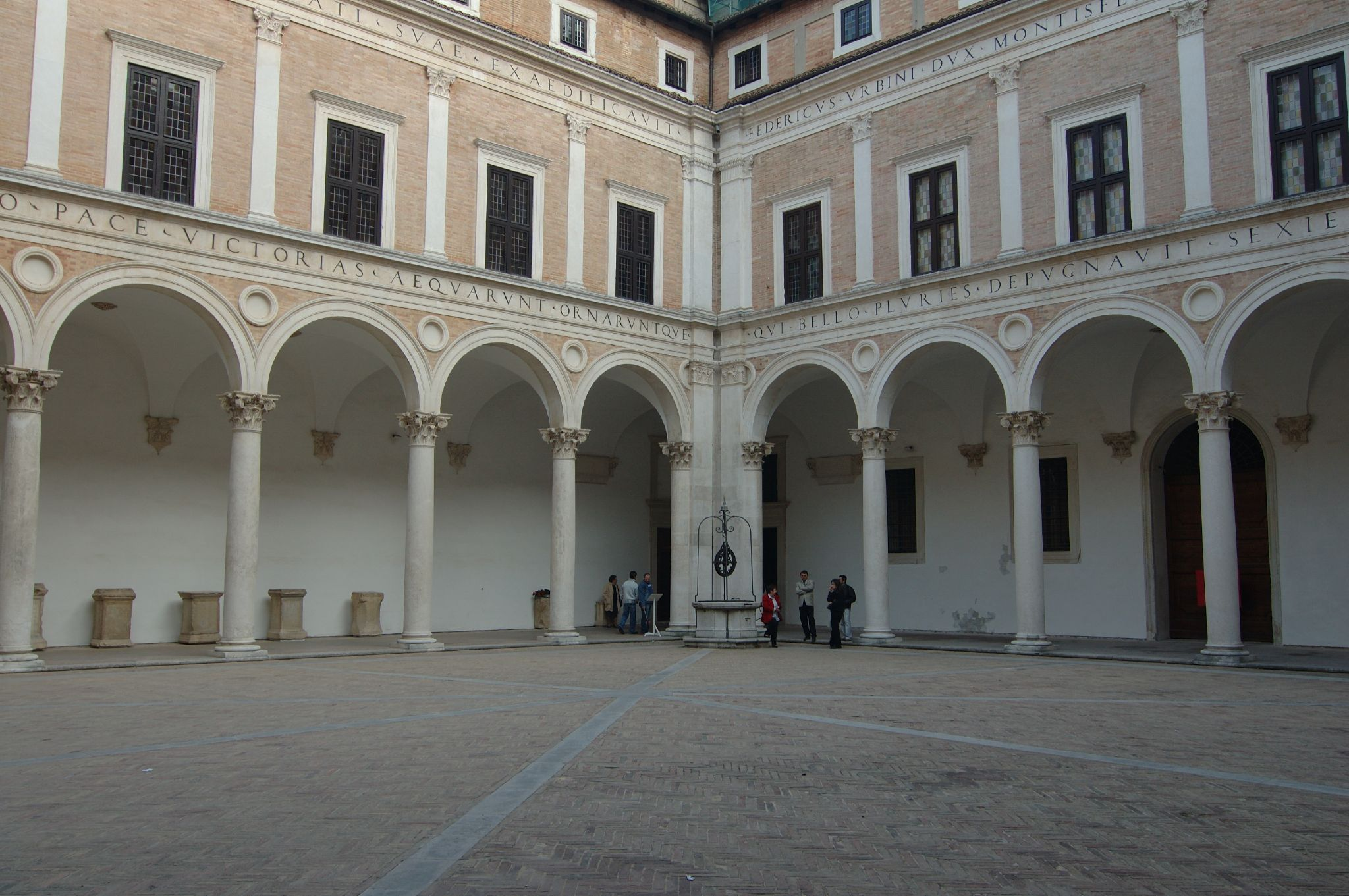
Der Arkadenhof des Palazzo Ducale in Urbino

Die Ehe Elisabettas wurde – wie die ihrer Geschwister – aus strategischen Gründen geschlossen, um ein Bündnis mit dem Herzogtum Urbino zu schaffen, das durch den militärischen Ruhm und die kulturelle Bedeutung ihres Schwiegervaters, Federico da Montefeltro, Herzog von Urbino (1444–1482), zu einem wichtigen Faktor der italienischen Politik geworden war.
Elisabetta heiratete am 11. Februar 1489 Guidobaldo I. da Montefeltro, Herzog von Urbino (1482–1508), Graf von Montefeltro. Elisabetta Gonzaga wurde dadurch mit achtzehn Jahren zur Herzogin von Urbino.
Der Empfang der neuen Herzogin in Urbino wurde als eine geradezu märchenhafte klassische Huldigung inszeniert: Frauen und Kinder schritten mit Olivenzweigen in den Händen die Hügel von Urbino hinab, während ein Chor eine für dieses Ereignis komponierte Kantate sang. Nymphen traten auf und eine Göttin des Frohsinns überbrachte die Glückwünsche aller Anwesenden.
Der Palazzo Ducale von Urbino gehörte zu den prunkvollsten Bauten seiner Zeit. Er war nicht nur durch seine Architektur spektakulär, sondern auch durch die prächtige Einrichtung mit kostbaren Möbeln, Vasen aus Silber, Vorhängen aus Goldstoff und Seide, sowie einer großen Bibliothek griechischer und lateinischer Bücher, die ihr Schwiegervater, der große Kondottiere und Kunstfreund Federico da Montefeltro, Herzog von Urbino, zusammengetragen und mit prächtigen Einbänden hatte ausstatten lassen. Weniger prunkvoll, aber ähnlich eingerichtet, war die sekundäre Residenz Elisabettas, der Palazzo Ducale in Gubbio, der 1477 von Francesco di Giorgio Martini für ihren Schwiegervater erbaut worden war.
Elisabetta Gonzaga hatte sich in Mantua eine selbst für ihre Zeit und ihren gesellschaftlichen Kreis beachtlich umfassende Bildung im Sinne des Humanismus angeeignet, war kunstsinnig, selbstbewusst, aufgeschlossen und tugendhaft, wodurch es ihr gelang, den Hof von Urbino, der nach dem Tod ihrer Schwiegermutter Battista Sforza verwaist war, wieder zu neuem Leben zu erwecken, indem sie – ganz im Geist ihres Schwiegervaters – Dichter, Maler, Bildhauer, Musiker, aber auch Staatsmänner und Geistliche um sich versammelte, um mit ihnen Fragen der Kunst, der Politik oder der sozialen Entwicklung zu diskutieren. Sie wurde ebenso wie ihr Ehemann, Herzog Guidobaldo I. zu einer kenntnisreichen Mäzenin der es gelang, den Ruf von Urbino als Vorbild eines Hofes der italienischen Renaissance mit hoher geistiger Kultur zu erneuern.
Das Glück Elisabettas blieb jedoch nicht ohne Schatten, denn es stellte sich heraus, dass Guidobaldo zwar ein guter Feldherr, ein humaner Herrscher, ein großer Freund klassischer Bildung und ein kenntnisreicher Förderer der Künste war, dass er jedoch zeitlebens von verschiedenen Krankheiten geplagt wurde, und impotent war.

### Beziehung mit den Borgia

Papst Alexander VI. auf einem Fresko von Pinturicchio in den Appartamenti Borgia, 1492–1495

Im Leben Elisabettas sollten die Beziehungen zu dem ursprünglich spanischen Geschlecht der Borgia, das während des Pontifikats von Papst Alexander VI. in den Jahren 1492 bis 1503 Italien in vorderster Reihe durch Krieg und Politik prägte. eine besondere Bedeutung haben, da dieses mit Elisabetta mehrfach verschwägert war, sie aber trotzdem aus dem Herzogtum Urbino vertrieb.
Die erste Annäherung an dieses Haus erfolgte über ihre jüngste Schwester Maddalena Gonzaga (* 1472 in Mantua, † 8. Januar (8. August) 1490 in Pesaro). Diese war mit Giovanni Sforza (1466–1510), Herr von Pesaro und Gradara (1483–1500 und 1503–1510) verheiratet, starb jedoch bald nach ihrer Vermählung an den Folgen einer unglücklichen Entbindung am 8. August 1490. Knapp drei Jahre später erhielt Elisabettas verwitweter Schwager, Giovanni Sforza, ein Angebot, das er nicht ablehnen konnte: Ihm wurde Lucrezia Borgia, die damals erst dreizehnjährige Tochter des Papstes Alexander VI. als Ehefrau angeboten, da dieser die politische Unterstützung des Hauses der Sforza benötigte, dessen Hauptlinie damals das Herzogtum Mailand beherrschte. Elisabetta kam durch diese am 12. Juni (2. Februar) 1493 im Vatikan geschlossene Ehe erstmals in Schwägerschaft mit der Familie Borgia. Bald zeigte sich jedoch deren Unberechenbarkeit, da diese Ehe wegen geänderter politischer Verhältnisse 1497 durch Papst Alexander VI. unter dem Vorwand angeblicher Impotenz Giovannis aufgehoben wurde. Dieser rächte sich dafür mit der Behauptung, dass Lucrezia mit ihrem Vater und Bruder Inzest betrieben hätte.
Dies sollte jedoch nicht der einzige Bezug Elisabettas zum Haus der Borgia bleiben. Papst Alexander VI. war inzwischen mit Hilfe seines Sohnes, Cesare Borgia in Viana (bis 1497 Kardinal) bemüht, die von lokalen Dynastien entfremdeten kirchlichen Territorien, wieder unter seine direkte Kontrolle zu bringen. Gleichzeitig hatte König Ludwig XII. von Frankreich (1498–1515), einen Vorstoß nach Italien begonnen, im Jahre 1500 Ludovico Sforza – den verwitweten Ehemann der Beatrice d’Este (1475–1497) (Schwester von Isabella d’Este, der Schwägerin Elisabettas) – aus dem Herzogtum Mailand vertrieben und plante, sich mit dem Papst und der Republik Venedig Italien – und damit Mantua, Ferrara, Urbino und Bologna – aufzuteilen. Cesare Borgia wurde dabei von König Ludwig XII. 1498 zum französischen Herzog von Valentinois (in der Dauphiné) erhoben, 1499 mit dessen Nichte, Charlotte d’Albret (1480–1514), verheiratet und noch im selben Jahr zu dessen Sachwalter in Italien bestimmt.
Elisabettas Bruder, Francesco II. Gonzaga war dank seiner Spione über diese Entwicklungen und die sich daraus ergebende Bedrohung der Existenz seiner Markgrafschaft gut informiert. Er verständigte seine Nachbarn und beschwor seine Schwester Elisabetta, trotz des im Jahr 1500 gefeierten Jubeljahres der Kirche nicht nach Rom zu reisen, um nicht in die Hände der Borgia zu fallen. Elisabetta war jedoch furchtlos und davon überzeugt, dass es zur Erhaltung des Herzogtums Urbino und der Markgrafschaft Mantua taktisch besser wäre, nicht auf Konfrontation, sondern auf freundschaftliche Beziehungen zu den Borgia zu setzen. Dies teilte sie ihrem Bruder in einem Brief vom 21. März 1500 mit und reiste nach Rom. Es spricht für ihre diplomatischen Fähigkeiten, dass es ihr dort gelang, Cesare Borgia als Taufpaten für ihren Neffen, den Erben der Markgrafschaft Mantua, Federico II. Gonzaga, zu gewinnen und damit auch Cesare durch eine „geistliche Verwandtschaft“ an die Familie Gonzaga zu binden.
Ihr Bruder Francesco II. war von der Vertrauenswürdigkeit Cesares weniger überzeugt und beschloss, zur Absicherung seines Staates seinen Dienst als Feldherr der Republik Venedig zu verlassen und in kaiserliche Dienste zu treten. Am 20. September 1501 wurde er zum Oberkommandierenden der kaiserlichen Truppen in Italien ernannt und ermächtigt, im Reichsgebiet bis zu 8000 Mann anzuwerben. Nach außen hin blieb jedoch die Allianz mit den Borgia Teil der offiziellen Familienpolitik der Gonzaga.

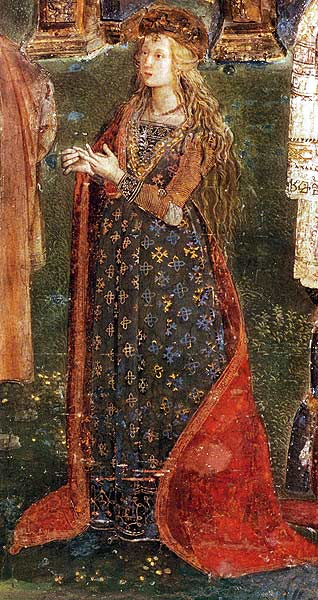
Pinturicchio, Traditionell für Lucrezia Borgia gehaltenes Porträt im Appartamento Borgia im Vatikan, dargestellt als Hl. Katharina

Ein weiterer Berührungspunkt zu den Borgia ergab sich aus der Bedrohung des Herzogtums Ferrara, der Heimat von Elisabettas Schwägerin Isabella d’Este durch Cesare Borgia. Auch hier drängte Elisabetta darauf, durch Kooperation einer Vertreibung durch die Borgia zuvorzukommen. Zum Glück entsprach dies auch den Interessen von Papst Alexander VI., der bestrebt war, sein Haus in den fürstlichen Rang zu erheben und mit den alten Dynastien Italiens zu verschwägern. Papst Alexander machte daher Ercole I. d’Este, dem Herzog von Ferrara, Modena und Reggio (1471–1505) den Vorschlag, den Erben des Herzogtums, Alfonso I. d’Este – den Schwager Elisabettas – mit seiner geschiedenen, erneut verheirateten und nun verwitweten Tochter, Lucrezia Borgia zu verheiraten.
Für die Este – eines der ältesten Herrscherhäuser Italiens – war dieser Vorschlag eine Provokation: Der Erbe des Herzogtums sollte die außereheliche Tochter eines Kardinals und späteren Papstes, heiraten, die bereits zwei problematische Ehen hinter sich hatte und deren Reputation durch das bösartige Gerücht, sie sei „Tochter, Gattin und Schwiegertochter des Papstes“ mehr als angegriffen erschien.
Angesichts der gegebenen Machtverhältnisse und einer astronomischen Mitgift war dies jedoch ein Angebot, das Ercole I. d’Este nicht zurückweisen konnte.
Die Reise Lucrezias von Rom nach Ferrara erfolgte unter größtmöglicher Prachtentfaltung, aber wegen der winterlichen Bedingungen im Januar 1502 in kleinen Etappen. Zwei Meilen vor Gubbio, einer der Städte des Herzogtums Urbino, begrüßte Elisabetta Gonzaga Lucrezia und ihr Gefolge, dem sich auch Cesare Borgia angeschlossen hatte, geleitete sie als ihre Gäste in die Stadt und brachte sie im dortigen herzoglichen Palast unter.
Am 18. Februar langte der Hochzeitszug in Urbino, der Hauptstadt des Herzogtums, ein, wo Herzog Guidobaldo Lucrezia mit seinem ganzen Hofstaat erwartete und sie durch die mit Girlanden sowie mit den Wappen der Borgia, der Montefeltro und des Königs von Frankreich geschmückte Stadt in den Palazzo Ducale begleitete, wo sie und die engere Begleitung untergebracht wurde, während sich die Gastgeber aus Höflichkeit in eine andere Residenz zurückzogen. Bei der Abreise am 20. Januar entschloss sich Elisabetta, aus Rücksicht auf die befreundeten Este und wohl auch, um durch eine demonstrative Geste der Freundschaft der Expansionslust der Borgia entgegenzuwirken – ihre künftige Schwägerin Lucrezia auf ihrer Reise nach Ferrara zu den Hochzeitsfeierlichkeiten zu begleiten. Sie nahm dabei in der Sänfte, die Papst Alexander VI. Lucrezia geschenkt hatte, den Platz neben dieser ein. Cesare Borgia, der Herzog von Valentinois, kehrte hingegen wegen dringender Geschäfte nach Rom zurück.

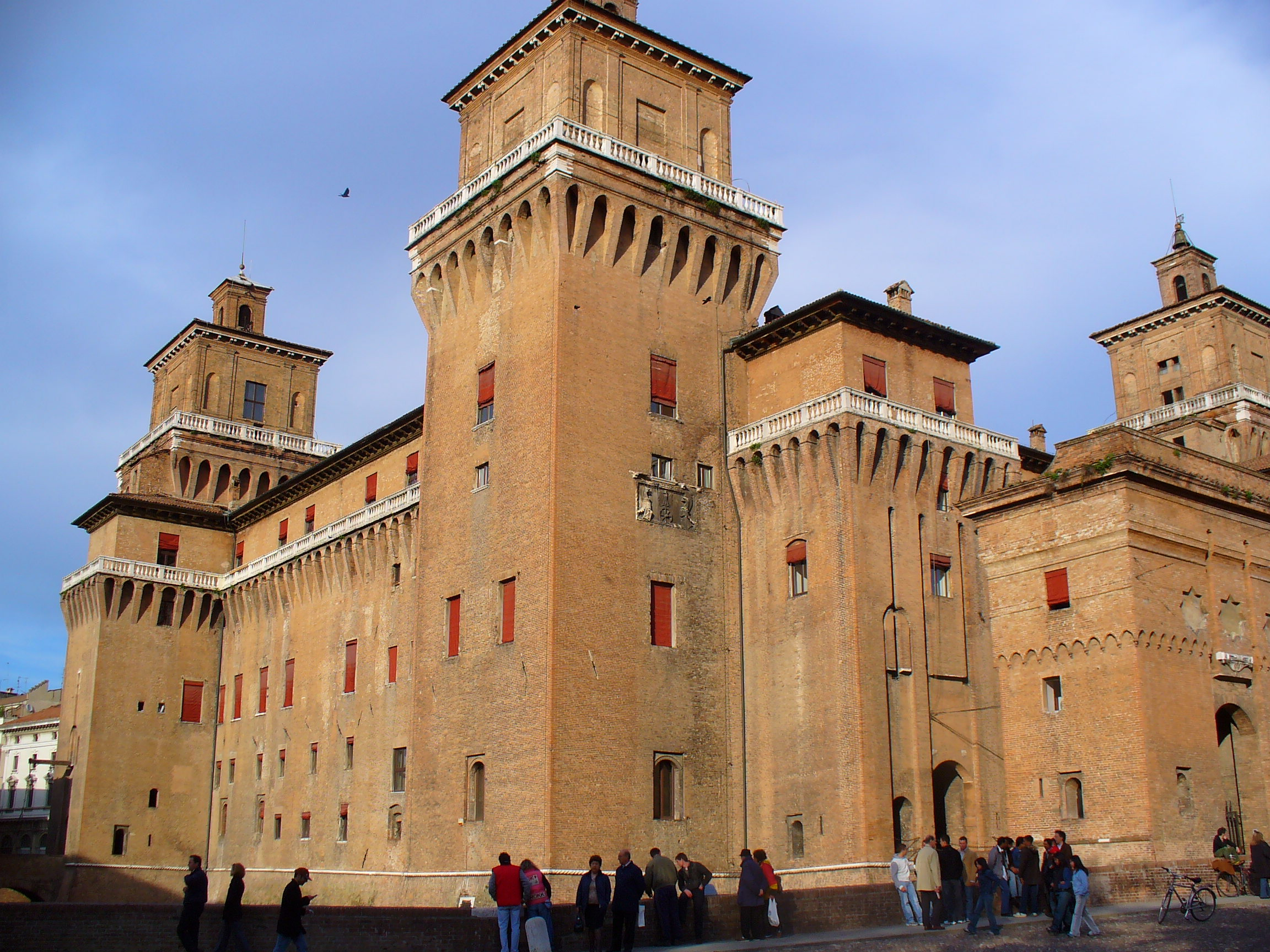
Das Kastell der Este in Ferrara

Elisabetta Gonzaga nahm an der Hochzeit teil, die in Ferrara vom 3. bis zum 8. Februar 1502 mit ungeheurem Aufwand, mit Banketten, mit Bällen, mit Theateraufführungen, Konzerten, Moresken und Turnieren gefeiert wurde. Während der Feste in Ferrara wurden fünf Frauen wegen der Eleganz ihrer Kleidung von den zeitgenössischen Berichterstattern am meisten genannt: Lucrezia, Isabella, Elisabetta, ihre Freundin Emilia Pio und die Marchesa di Cotrone. Ein besonderes Kompliment machte der Chronist B. Capilupio, der schrieb, „Obgleich Lukrezia mehr mit Männern zu tun gehabt habe als die Markgräfin von Mantua und die Herzogin von Urbino, könne sie sich mit ihnen im verständigen Gespräch nicht vergleichen“. Durch diese Ehe des Alfonso I. d’Este, des Bruders ihrer Schwägerin Isabella d’Este – wurde Elisabetta zum zweiten Mal zur Schwägerin der Lucrezia Borgia. Dass trotz der Festlichkeiten wegen der bedrohlichen Haltung von Cesare Borgia eine latente Spannung herrschte, zeigt der Umstand, dass Lucrezias Bruder Cesare an diesen Festlichkeiten ebenso wenig teilnahm, wie der Ehemann Elisabettas, Guidobaldo I. da Montefeltro und ihr Bruder, Francesco II. Gonzaga, die in ihren Hauptstädten geblieben waren, um für böse Überraschungen gerüstet zu sein. Es war daher vorauszusehen, dass dieses Fest keineswegs die letzte Begegnung mit den Borgia sein würde.

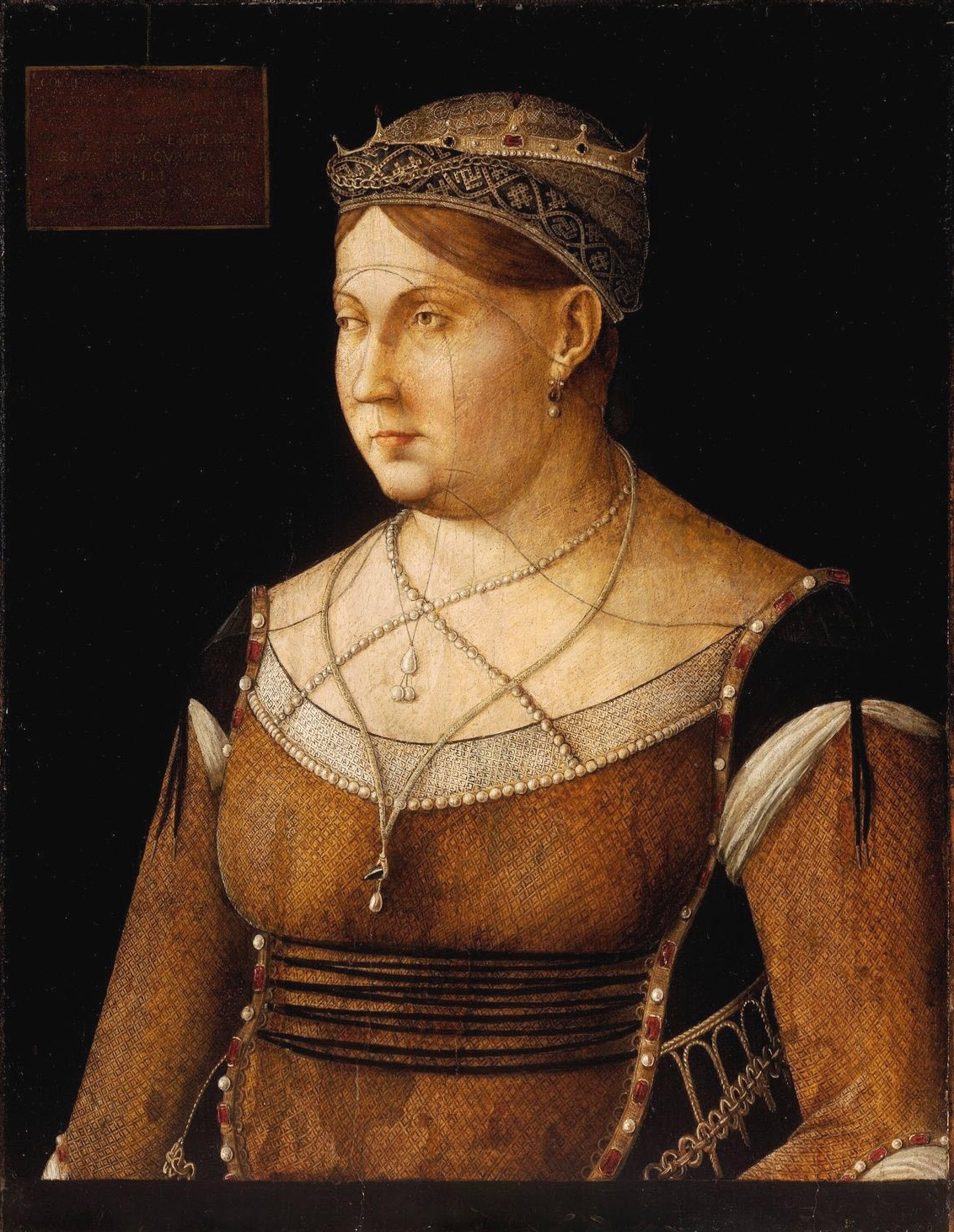
Gentile Bellini: Porträt der Caterina Cornaro, Königin von Zypern, um 1500

Nach den glänzenden Festen in Ferrara und dem demonstrativ freundschaftlichem Umgang mit ihrer neuen Schwägerin, Lucrezia Borgia, nunmehr Herzogin von Ferrara, reiste Elisabetta Gonzaga gemeinsam mit Isabella d’Este und Emilia Pio nach Venedig, besuchte dort die Sehenswürdigkeiten und auch die dort im Exil lebende Caterina Cornaro (1454–1510), Königin von Zypern (1474–1489), die nach der Abtretung ihres Königreiches Zypern an die Republik Venedig im Schloss Asolo residierte und dort einen berühmten, von Künstlern und Literaten frequentierten Hof unterhielt. Elisabetta war von Venedig so begeistert, dass sie erklärte, Venedig sei wundervoller als Rom. Ende März begaben sich die beiden Schwägerinnen nach Mantua und dann nach Porto Mantovano.
Inzwischen bahnte sich eine neue Verbindung zwischen Elisabettas Familie und den Borgia an. Seit dem Frühjahr 1502 drängte Cesare Borgia auf eine eheliche Verbindung mit dem Haus Gonzaga, indem er vorschlug, seine einzige legitime Tochter, die er mit seiner Gemahlin Charlotte d’Albret hatte, die zweijährige Louisa Borgia (* 17. Mai 1500, † 1553), mit dem gleichaltrigen Neffen Elisabettas, dem Erben der Markgrafschaft Mantua, Federico Gonzaga zu vermählen. Im Frühsommer 1502 kam es zum Ehevertrag, wobei eine königliche Mitgift vorgesehen war. Zugleich hatte Papst Alexander VI. – der Großvater der im Säuglingsalter stehenden Braut – versprochen, Elisabettas Bruder, Sigismondo Gonzaga gegen eine Gebühr von 25.000 Dukaten zum Kardinal zu erheben.
Elisabetta war damit ein weiteres Mal – diesmal durch die kindliche Braut ihres Neffen – mit den Borgia verschwägert.

### Erste Vertreibung aus Urbino
Elisabetta war überzeugt, dass sie durch ihre konsequente Bündnispolitik mit den Borgia jede Gefahr einer Annexion nicht nur von ihrem eigenen Herzogtum Urbino, sondern auch von der Markgrafschaft Mantua und vom Herzogtum der Este erfolgreich abgewandt hatte.

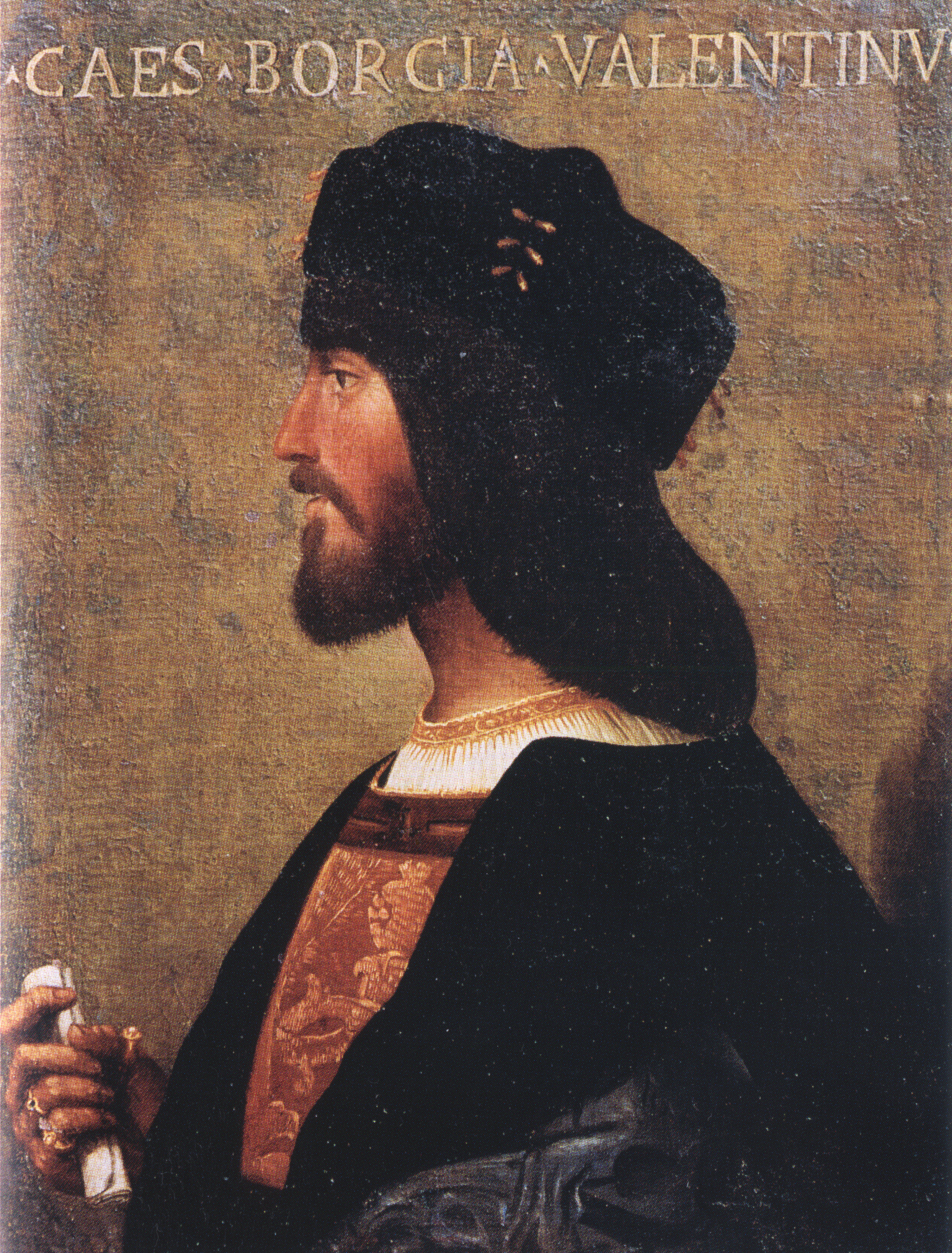
Cesare Borgia als Herzog von Valentinois

Elisabetta genoss in Mantua die Geborgenheit in ihrer Familie, als Ende Juni 1502 plötzlich ihr Mann, Herzog Guidobaldo I., atemlos, in aufgelöster Kleidung, begleitet von nur vier Männern zu Pferd in Mantua auftauchte. Er erzählte, dass Cesare Borgia, der ihm vor kurzem noch erklärt hatte, ihn „wie einen Bruder zu lieben“ und ihn gebeten hatte mit seinen Truppen durch das Herzogtum Urbino ziehen zu dürfen, am 21. Juni plötzlich Urbino überfallen und die Stadt besetzt hätte, wobei er selbst nur mit knapper Mühe entkommen und seinen kleinen Neffen Francesco Maria I. della Rovere in Sicherheit bringen konnte.
Elisabettas Politik der „Beschwichtigung“ gegenüber den Borgia war damit offensichtlich gescheitert, denn während sie ahnungslos in Mantua weilte, wurde von Cesare alles Wertvolle aus dem Palazzo Ducale in Urbino geraubt. So verschwand in einer langen Kolonne von Maultieren und Wägen, beladen mit Truhen gefüllt mit Gold, Silbergeschirr und Bildern, die in ganz Italien berühmte Bibliothek, die Sammlung von antiken Kunstwerken, die großen Wandteppiche sowie Möbel und Vorhänge. Cesare fügte daher seinen Titeln als Herzog von Valentinois, Herzog der Romagna und von Camerino auch noch den eines Herzogs von Urbino hinzu.
Elisabetta war verzweifelt und schrieb in einem Brief, „Ich bin einer hohen Stellung, meiner Heimat und meines Vermögens beraubt worden und jetzt habe ich auch noch meine Schwester verloren (ihre geliebte Schwester Chiara war gerade gestorben); die stets wie eine Mutter zu mir gewesen ist.“
Auch ihr Bruder, Markgraf Francesco, war erzürnt über diesen Verrat und intervenierte in Pavia bei König Ludwig XII. von Frankreich – vergeblich – zugunsten seiner Schwester. Markgräfin Isabella setzte hingegen trotz Empörung die „verwandtschaftlichen“ Kontakte zu Cesare fort. Schon wenige Tage nach der Enteignung ihrer Schwäger intervenierte Isabella bei Cesare, um die Mitgift von Elisabettas Freundin Emilia Pia zu retten. Jedoch ließ sich Isabella durch ihre Sammelleidenschaft auch dazu verleiten, Cesare – erfolgreich – um Überlassung zweier erlesener Stücke aus der geraubten Kunstsammlung von Urbino für ihre eigene Sammlung zu bitten, um eine antike Venus und den berühmten vom damals noch jungen Michelangelo angefertigten „antiken“ schlafenden Cupido.

### Scheidung und Ehe mit Cesare Borgia?
Zu dieser Zeit wurde das gut gehütete private Geheimnis der Impotenz Guidobaldos zum Politikum, da man am päpstlichen Hof darin die Möglichkeit einer „diplomatischen“ Bereinigung der erfolgten Vertreibung der Familie Elisabettas aus dem Herzogtum Urbino sah. Streng geheim wurde daher an Elisabetta und Guidobaldo von Cesare ein Angebot gemacht: Ihre Ehe würde vom Papst – mangels Vollzug – aufgehoben werden, Guidobaldo könnte bei Verzicht auf sein Herzogtum zum Kardinal ernannt, und Elisabetta mit einem französischen Aristokraten verheiratet werden. Kurzfristig wurde sogar die Möglichkeit einer Ehe Elisabettas mit Cesare Borgia erwogen!
Mit der ihr eigenen Ruhe und Seelenstärke wies Elisabetta dieses Angebot zurück, indem sie schrieb, dass sie Guidobaldo nicht verlassen und ihn eher als Bruder annehmen denn als Ehemann verstoßen würde.

### Erstes Exil in Venedig
Nach der Zurückweisung seiner Pläne erhöhte Cesare Borgia den Druck auf Francesco Gonzaga, dem vom Papst exkommunizierten Guidobaldo in Mantua kein Asyl zu gewähren, aber Elisabetta dort zurückzuhalten, um Guidobaldo dadurch zu isolieren. Um seine eigene Herrschaft nicht zu gefährden, ersuchte Francesco daher seinen Schwager, Mantua zu verlassen. Seines Herzogtums beraubt, von der Kirche gebannt und von seinen Schwägern abgewiesen begab sich Guidobaldo nach Venedig, wo er 1495 als Feldherr gedient hatte und wo er bei Elisabettas Bruder, Sigismondo Gonzaga Aufnahme fand.
Elisabetta zeigte ein weiteres Mal ihren Charakter, denn, wie ihr Bruder an Cesare schrieb, zeigten weder Gespräche, Überredung oder Bitten, weder Angst noch Drohungen auf Elisabetta irgendeine Wirkung. Sie sei fest entschlossen, mit ihrem Mann ins Exil zu gehen, denn das Leben des Herzogs wäre sonst in größter Gefahr. Sie würde ihn nicht verlassen, selbst wenn sie dadurch gemeinsam sterben müssten. Sie ging daher zu Guidobaldo nach Venedig ins Exil. Durch einen häufigen Briefwechsel mit ihrer Schwägerin Isabella d’Este Gonzaga blieb sie in engem Kontakt mit Mantua.

### Versuch einer Rückkehr nach Urbino
In die zunehmend hoffnungslose Stimmung der Exilanten platzte im Oktober 1502 unvermutet die Nachricht herein, dass die Feldherren Cesares sich gegen diesen verschworen hätten und dass sich die Bevölkerung von Urbino erhoben und die Besatzung Cesares vertrieben hätte. Guidobaldo begab sich daraufhin sofort auf Schleichwegen nach Urbino, wo er von der Bevölkerung mit Begeisterung empfangen wurde.
Elisabetta verpfändete ihren Schmuck und bat ihren Bruder Francesco, Guidobaldo Soldaten zu schicken, damit dieser sein Herzogtum wieder ganz unter seine Kontrolle bringen könnte. Francesco konnte jedoch nicht helfen, da er aus Mantua verreist war. Nachdem er im Herbst 1502 Cesare in einem Brief seine Freundschaft versichert hatte, hatte er sich vorsichtigerweise nach Frankreich begeben, um seine Herrschaft abzusichern und war dort am 26. Oktober in Lyon von König Ludwig XII. wohlwollend empfangen worden.
Schon nach kurzer Zeit verschlechterte sich jedoch die Stellung Guidobaldos in Urbino, da es Cesare Borgia gelang, durch Versprechungen dessen Verbündete nacheinander abzuwerben. Am 7. Dezember wurde die Situation unhaltbar, Guidobaldo war gezwungen zu kapitulieren und eine Vereinbarung zu unterschreiben, mit der er die Herzogtümer Urbino und Camerino an Cesare abtrat und als „Ausgleich“ dafür einige Festungen und die Zusage erhielt, dass man ihm nicht nach dem Leben trachten würde.
Guidobaldo ließ daraufhin alle ihm überlassenen Festungen demolieren, da er verstanden hatte, dass er sich nur auf das Volk, nicht aber auf Festungen verlassen konnte, die er ohne Mittel nicht verteidigen konnte. Dann verschwand er mit Hilfe der Grafen von Pitigliano aus dem Haus Orsini für Monate von der Bildfläche um Anschlägen Cesares zu entgehen.
Elisabetta lebte inzwischen ohne Nachricht in Angst um das Schicksal ihres Mannes und in großen finanziellen Schwierigkeiten in Venedig. Als neuerlich an sie der Vorschlag herangetragen wurde, ihre Ehe aufheben und Guidobaldo zum Kardinal machen zu lassen, erklärte sich Elisabetta dazu bereit, um sein Leben zu retten. Dass ihre Sorge um sein Leben nicht unbegründet war, zeigt das Vorgehen Cesares, der am 31. Dezember 1502 die rebellischen Generäle zu einem Versöhnungstreffen nach Senigallia eingeladen hatte. Dort bemächtigte er sich ihrer durch einen perfiden Verrat, ließ sie foltern und die meisten ermorden. Dieses Verbrechen fand durch seine Kühnheit auch Bewunderer. So bezeichnete es etwa der Geschichtsschreiber – und Bischof von Nocera – Paolo Giovio (1483–1552) als „il bellissimo inganno di Senigallia“ (die wunderschöne Täuschung von Senigallia). Elisabettas Schwägerin, Isabella d’Este, gratulierte Cesare zu der gelungenen List und sandte ihm hundert Masken für den Fasching, damit er sich nach den jüngsten Aufregungen entspannen könne.
Elisabetta war hingegen nicht nach Fasching zumute. Sie überlegte daher, ob sie der Einladung ihres Bruders Francesco folgen sollte, als Ehrendame der Königin Anne de Bretagne nach Frankreich zu kommen, da ihr Ehemann verschwunden und ihr eigenes Leben in Gefahr war. Dazu kam es jedoch nicht, da im Januar plötzlich Guidobaldo – trotz Lebensgefahr, Krankheit und Erschöpfung – in Venedig auftauchte, um Elisabetta zu sehen. Seine Ankunft blieb nicht unbemerkt, da bald darauf Papst Alexander VI. den venezianischen Gesandten durch Ermahnungen und Drohungen zur Auslieferung des gebannten und vertriebenen Herzogs zwingen wollte. Die Republik Venedig blieb jedoch standhaft, weshalb Guidobaldo bleiben konnte.

### Erste Rückkehr nach Urbino

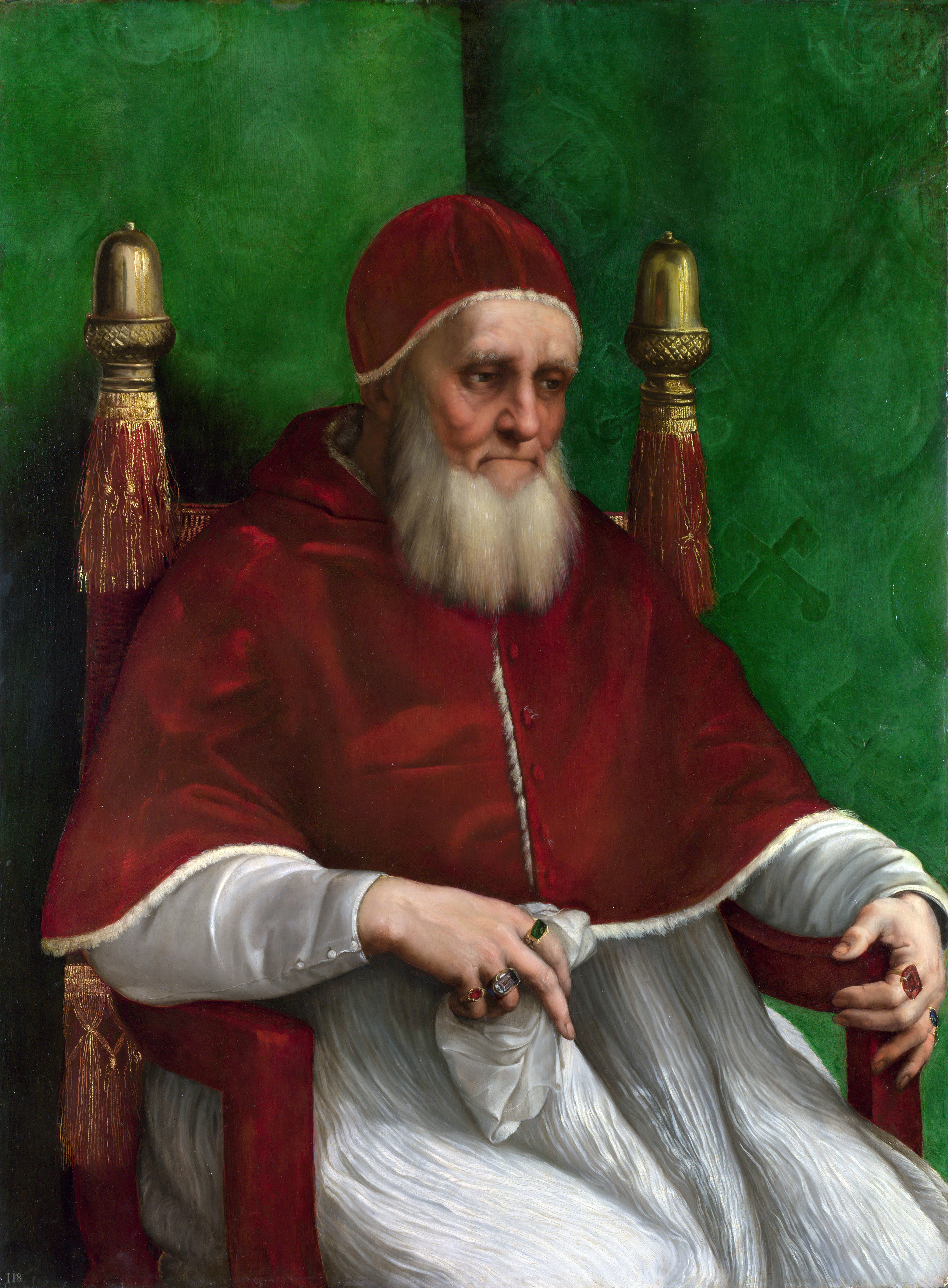
Porträt Raffaels von Papst Julius II. della Rovere

Die Möglichkeit einer Rückkehr nach Urbino ergab sich erst nach dem Tod von Papst Alexander VI. und dem Sturz von Cesare Borgia im Jahre 1504. Nach einem kurzen Interregnum wurde der erbitterte Gegner der Borgia, Kardinal Giuliano della Rovere als Julius II. zum Papst (1503 bis 1513) gewählt. Dieser war ein Schwager Guidobaldos, da dessen Bruder Giovanni della Rovere, Herzog von Sora und Arce (1457–1501), mit Giovanna da Montefeltro, der ältesten Schwester Guidobaldos verheiratet war.
Elisabetta und Guidobaldo konnten daher 1504 in ihr Herzogtum Urbino zurückkehren. Da der Palazzo Ducale von Cesare Borgia geplündert worden war, bemühte sich Elisabetta, die verlorenen Kunstwerke wieder zu erlangen. Sie hatte erfahren, dass ihre Schwägerin Isabella von Cesare die beiden Kunstwerke aus Urbino erhalten hatte, ersuchte diese daher um deren Rückgabe. Diese weigerte sich jedoch, diese Prunkstücke ihrer Sammlung herauszugeben.
Die menschliche Qualität der Herrscher von Urbino zeigte sich in der Reaktion auf diese Brüskierung: Guidobaldo schlug vor, Isabella solle die Werke als Geschenk behalten und Elisabetta meinte, Isabella hätte nur fragen brauchen und man hätte ihr diese Werke gerne geschenkt.
Da Elisabetta und Guidobaldo keine Kinder hatten, adoptierten sie 1504 den vierzehnjährigen Neffen von Herzog Guidobaldo, Francesco Maria I. della Rovere (1490–1538), den Sohn seiner Schwester Giovanna da Montefeltro und des Giovanni della Rovere, Herzog von Sora und Arce, der zugleich ein Neffe von Papst Julius II. war.
Im Jahre 1506 besuchte Papst Julius II. Urbino und kam neuerlich Anfang März 1507 mit einem großen Gefolge von Kardinälen, anderen Geistlichen und Offizieren auf dem Rückweg von Bologna – das er soeben wieder in den Kirchenstaat eingegliedert hatte – auf einen Tag nach Urbino, um dort auf dem Weg nach Rom Station zu machen. Nach seiner Abreise blieben viele aus seinem Gefolge zurück.
Am 12. März desselben Jahres endete auch ein anderes Kapitel der Beziehungen zu den Borgia, da Elisabettas „Schwager“ – und Enteigner – Cesare Borgia in Spanien nahe Pamplona im Kampf fiel.

### Witwe und Regentin für ihren Adoptivsohn

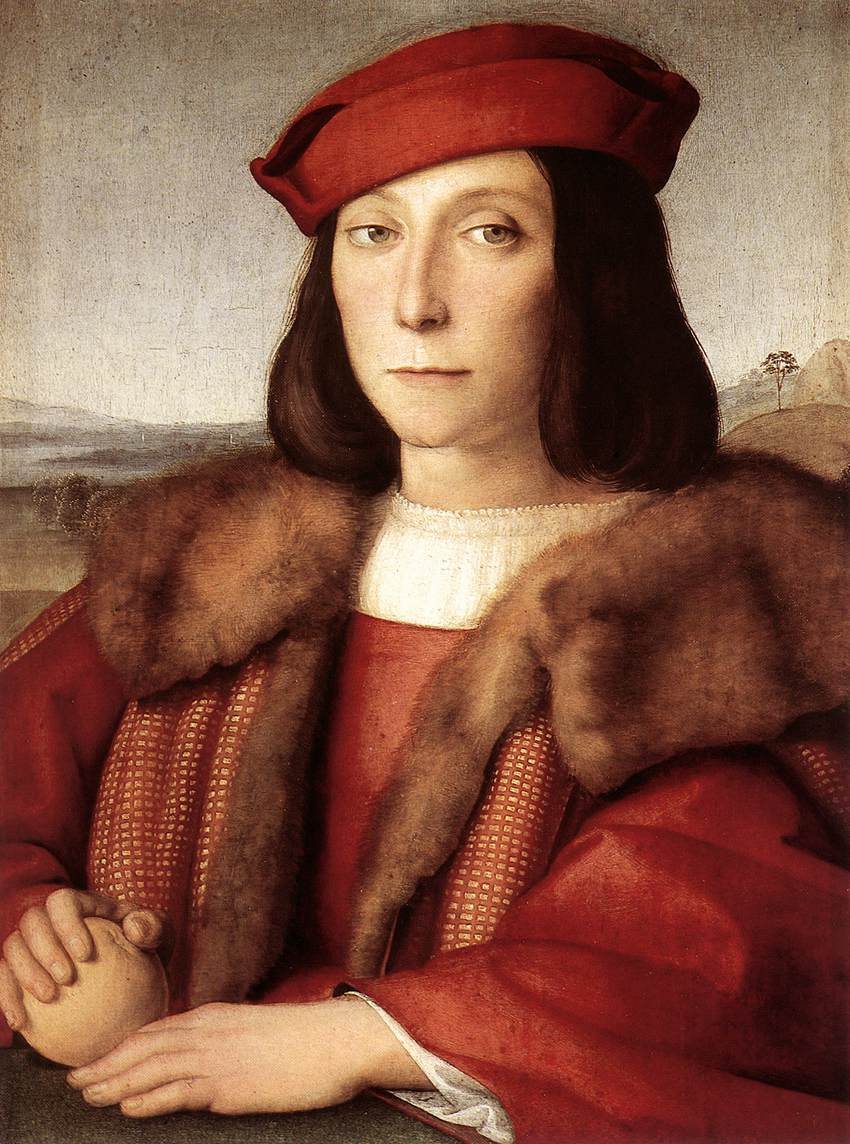
Porträt von Raffael um 1504, wahrscheinlich Francesco Maria della Rovere darstellend

Ein Jahr später verlor Elisabetta ihren geliebten, aber vielfach kranken Ehemann am 11. April 1508, worauf dessen Neffe und ihr gemeinsamer Adoptivsohn Francesco Maria I. della Rovere die Herrschaft im Herzogtum Urbino unter der Regentschaft von Elisabetta übernahm.
Sie trug wohl nicht wenig dazu bei, dass es im Jahre 1509 zu einer weiteren Verstärkung des Einflusses ihrer Familie auf das Herzogtum Urbino kam, da sie ihren Adoptivsohn, den jungen Herzog Francesco Maria I. della Rovere, mit ihrer Nichte Eleonora Gonzaga verheiratete.
Dank der Förderung seines Onkels, Papst Julius II. konnte sich Elisabetta am Aufstieg ihres Adoptivsohnes erfreuen. Er erhielt die Herrschaft Senigallia zurück, wurde, wie schon sein Vater, 1509 zum Generalkapitän der Kirche ernannt, zeichnete sich in den Feldzügen gegen Ferrara und Venedig aus und erhielt 1512 vom Papst die bedeutende Herrschaft über Pesaro. Diese glückliche Zeit, in der Urbino den Glanz des Hofes während der Regierung von Federico da Montefeltro erneuern konnte, endete mit dem Tod des Papstes Julius II., der am 21. Februar 1513 verstarb.

### Zweite Vertreibung aus Urbino

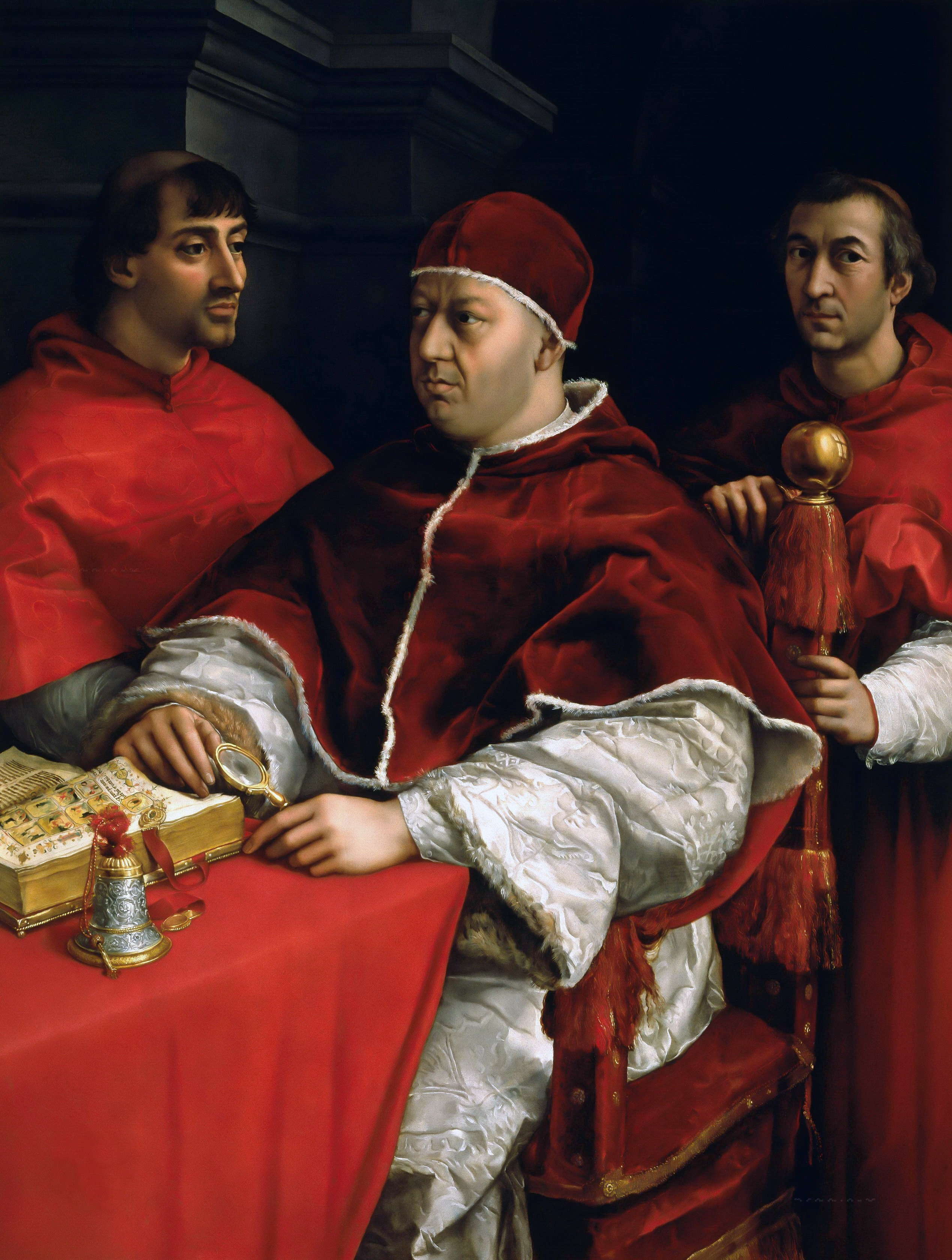
Porträt des Papstes Leo X. mit den Kardinälen Giulio de’ Medici, dem späteren Clemens VII. und Luigi de’ Rossi, Gemälde von Raffael, um 1518–1519, Florenz, Uffizien

Kaum war Giovanni de’ Medici (1475–1521) – ein Sohn von Lorenzo il Magnifico und der Clarice Orsini, – mit nur 37 Jahren als Leo X. zum Papst gewählt (1513–1521) fühlte er das Bedürfnis, in Anlehnung an den Nepotismus seiner Vorgänger seine Familie als Fürsten in Italien zu etablieren. Er suchte daher für seinen Neffen, Lorenzo di Piero de’ Medici, den er 1513 zum faktischen Herren von Florenz gemacht hatte, ein passendes Fürstentum.
Obwohl die Gonzaga die Medici 1494 nach ihrer Vertreibung aus Florenz gastfreundlich aufgenommen hatten, wurde das Herzogtum Urbino – wo Elisabetta Gonzaga regierte – zum Ziel der päpstlichen Begehrlichkeiten. Man konstruierte einen Vorwand – Guidobaldos fehlende militärische Unterstützung in der Schlacht bei Marignano am 13. und 14. September 1515 – in der König Franz I. von Frankreich (1515–1547) das Heer der päpstlichen „Heiligen Liga“ besiegt hatte, um Guidobaldo anzuklagen.
Angesichts der drohenden Sanktionen reiste Elisabetta, die hoch angesehene Herzogin-Witwe von Urbino, im März 1516 mit großem Gefolge nach Rom, wohnte in dem Palast, den Papst Julius dem Herzog von Urbino geschenkt hatte und intervenierte beim Papst, nicht die Undankbarkeit zu begehen und seine früheren Wohltäter zu enteignen. Da dies vergeblich war, ersuchte Elisabetta ihren Bruder Francesco II. Gonzaga, Markgraf von Mantua, seinen erfahrensten Diplomaten, Baldassare Castiglione, nach Rom zu entsenden, um Papst Leo X. umzustimmen. Diese Bemühungen blieben jedoch ebenso erfolglos wie die Versuche von Elisabettas Neffen, Federico II. Gonzaga, dem Erben der Markgrafschaft Mantua, seinen damaligen Dienstherren, König Franz I. von Frankreich um Fürsprache zu ersuchen.

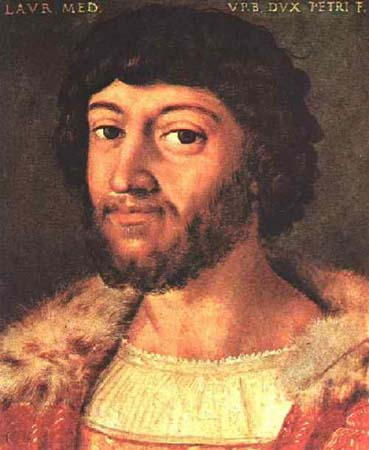
Lorenzo di Piero de’ Medici, Herzog von Urbino

Im Juni 1516 wurde Herzog Francesco Maria I. exkommuniziert, für abgesetzt erklärt und aus dem Herzogtum vertrieben, das von Papst Leo X. mit päpstlichen Truppen besetzt und im September an dessen Neffen, Lorenzo di Piero de’ Medici übertragen wurde. Dieser reichte zwar in keiner Weise an seinen gleichnamigen Großvater Lorenzo il Magnifico (der Prächtige) heran, leistete jedoch durch seine Tochter, Caterina de’ Medici (1519–1589), die durch ihre Ehe mit König Heinrich II. (1547–1559) ab 1547 Königin von Frankreich und nach 1559 durch viele Jahre Regentin war, einen Beitrag zur europäischen Geschichte.

### Zweites Exil
Für Elisabetta Gonzaga bedeutete dies, das geliebte Urbino neuerlich fluchtartig verlassen zu müssen, um mit ihren Adoptivsohn Herzog Francesco Maria I. della Rovere, ihrer Nichte Eleonora Gonzaga della Rovere und deren kleinen Sohn Guidobaldo II. della Rovere (1514–1574) zu ihrem Bruder nach Mantua ins Exil zu gehen. Während Isabella d’Este Gonzaga sich bemühte, bei florentinischen und venezianischen Banken Geld für den Unterhalt ihrer verarmten Verwandten zu beschaffen, war Elisabetta gezwungen, aus Geldnot sogar die prächtigen Silberarbeiten einschmelzen zu lassen, die für sie von Raffaello Sanzio, besser bekannt als Raffael von Urbino (1483–1520), entworfen worden waren.
Im September erreichte sie dort die Nachricht, dass Lorenzo di Piero de’ Medici offiziell zum Herzog von Urbino ernannt worden war.
Mit diesem Erfolg war Papst Leo X. noch nicht zufrieden. Es galt einen geschickten Schachzug zu finden, um die gestürzte Herzogsfamilie aus Mantua zu vertreiben und zugleich zu verhindern, dass die Gonzaga sich vom Dienst der Kirche abwandten und in kaiserliche Dienste traten. Leo X. ernannte zu diesem Zweck Elisabettas Neffen, den erst knapp zwanzigjährigen Erben der Markgrafschaft Mantua Federico II. Gonzaga, zum Generalkapitän der Kirche, verlangte jedoch von ihm, Elisabetta und ihre Familie aus Mantua zu verweisen. Trotz intensiver Bemühungen Elisabettas und Castigliones wollte Federico II. nicht auf dieses ehrenvolle Amt verzichten, zwang daher Francesco Maria I., Mantua zu verlassen und neuerlich in der Republik Venedig Schutz zu suchen.
Elisabetta verlor trotz dieses neuerlichen Rückschlags keineswegs den Mut, sondern unterstützte die Pläne ihres Adoptivsohnes Francesco Maria I., sein Herzogtum Urbino mit Gewalt zurückzuerobern. Dieser marschierte im Februar 1517 mit einer kleinen Truppe in die Toskana ein, schrieb aber zugleich einen Brief an das Kardinalskollegium, in dem er seine Rechte auf das Herzogtum und die Rechtswidrigkeit der Enteignung darlegte. Er wurde zwar als „Rebell gegen die Heilige Kirche“ verurteilt, konnte sich jedoch in mehreren Gefechten mit päpstlichen Truppen bewähren, wodurch es zu Verhandlungen und zu einem Vergleich kam. Als Entschädigung sollte er 100.000 Scudi, die Artillerie und die kostbare Bibliothek des Federico da Montefeltro – nicht aber das Herzogtum Urbino – zurückerhalten.
Für Elisabetta bedeutete dies, weitere Jahre im Exil in Mantua unter schwierigen finanziellen Verhältnissen zu leben. Ein gewisser Trost bestand für sie darin, dass sie dadurch in engstem Kontakt mit ihrem Bruder und ihrer Schwägerin Isabella d’Este leben konnte.

### Hoffnung auf die Rückkehr nach Urbino

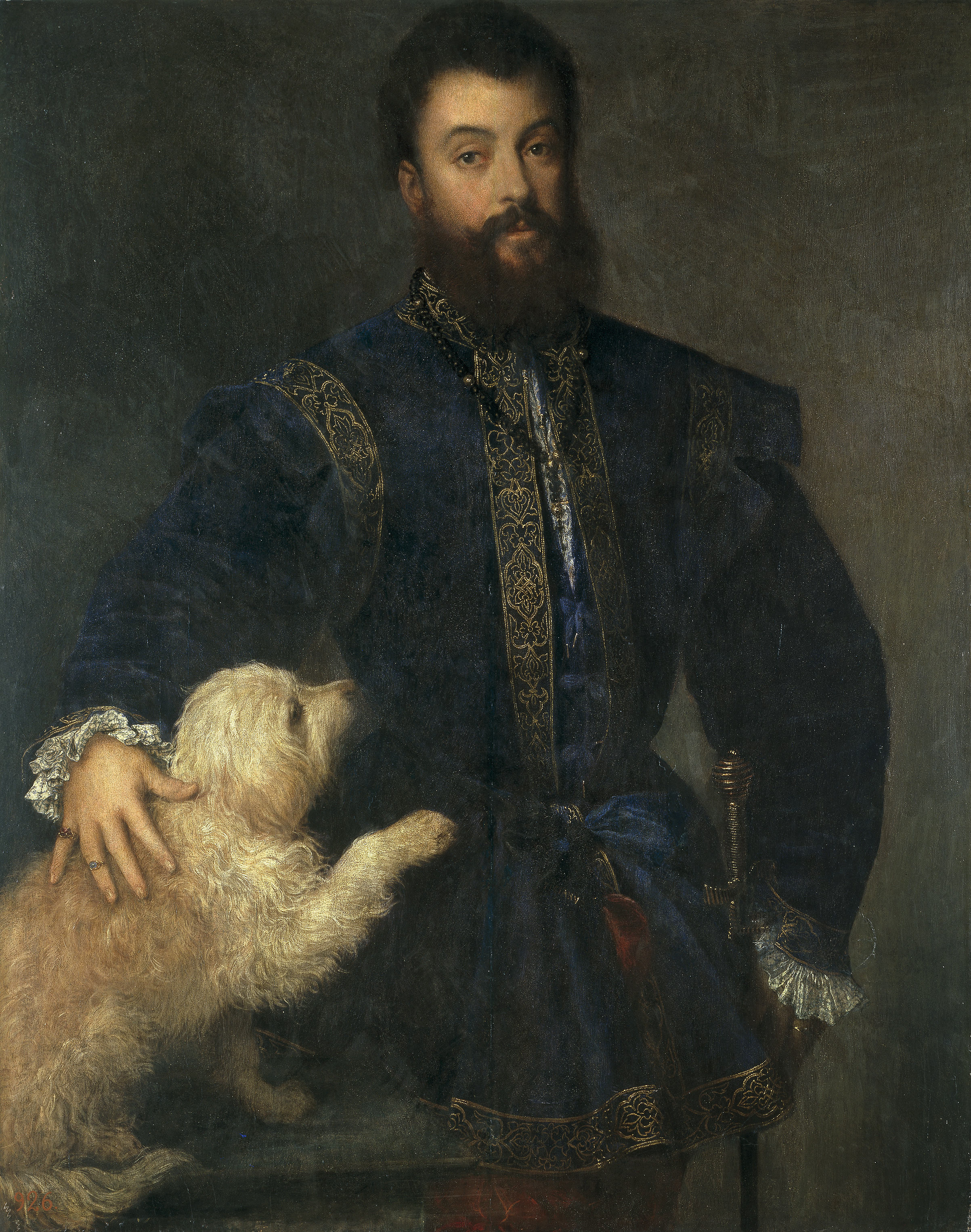
Porträt des Markgrafen Federico II. Gonzaga von Tizian, um 1525

Das Jahr 1519 brachte durch eine Reihe von Todesfällen wichtige Veränderungen für Elisabetta: Ihr geliebter Bruder Markgraf Francesco II. Gonzaga verstarb am 29. März 1519. Er wurde nicht nur von seinen Kindern, von Elisabetta und von seiner Witwe Isabella d’Este, sondern auch von Lucrezia Borgia betrauert, der man früher mehr als freundschaftliche Gefühle für Elisabettas Bruder nachgesagt hatte. Die Markgrafschaft Mantua ging dadurch auf Elisabettas Neffen Federico II. Gonzaga (1500–1540) über.
Drei Monate später lag jedoch auch Lucrezia Borgia nach ihrer achten Geburt im Sterben. Sie hatte – entgegen anfänglicher Skepsis – ihre Aufgabe als Herzogin in vorbildlicher Weise erfüllt, ging jeden Tag zur Beichte und starb am 24. Juni 1519 in Belriguardo als Mitglied des dritten Ordens in der Kutte der Franziskaner.
Ein anderer Tod erweckte bei Elisabetta erheblich weniger Mitleid: Am 4. Mai 1519 starb mit 26 Jahren in der Villa Medici von Careggi Lorenzo di Piero de’ Medici, der Usurpator des Herzogtums Urbino. Er starb nur wenige Tage nach seiner Ehefrau Madelaine de la Tour d’Auvergne (* 1495, † 28. April 1519) und zwei Wochen nach der Geburt seiner Tochter – Caterina de’ Medici (1519–1589), die als Königin von Frankreich und Regentin in die Geschichte eingehen sollte.
Der Tod des Usurpators stärkte die Erwartung, dass sich daraus eine Rückkehr für Elisabetta und ihre Familie nach Urbino ergeben könnte. Daher wurde Castiglione umgehend als Gesandter zu Papst Leo X. nach Rom entsandt. Dies mit dem Auftrag, die Rückkehr nach Urbino über eine dynastische Verbindung zwischen den Medici und den della Rovere zu erreichen: Die soeben geborene Caterina de’ Medici sollte dazu mit dem fünfjährigen Großneffen Elisabettas, Guidobaldo II. della Rovere, vermählt werden. Papst Leo X. blieb jedoch ungerührt: Für seine Nichte hatte er andere Pläne und auch für das Herzogtum Urbino: Es wurde in den Kirchenstaat eingegliedert. San Leo und Montefeltro wurden hingegen an seine Verwandten in Florenz abgetreten.

### Zweite Rückkehr nach Urbino
Elisabetta konnte nach diesem Rückschlag nicht ahnen, dass wenig später eine Wende zum Guten erfolgen sollte. Anfang Dezember 1521 traf in Venedig die Nachricht vom Tod des Papstes Leo X. ein. Francesco Maria sammelte ein Heer und eroberte mit Unterstützung seines Cousins Federico II. nach kurzer Belagerung sein Herzogtum von der päpstlichen Besatzung zurück. Kurz nach der Wahl des neuen Papstes, Hadrian VI. (1522–1523) kehrte auch Elisabetta nach 5 Jahren Abwesenheit wieder nach Urbino zurück, das im Frühjahr 1522 offiziell wieder an ihren Adoptivsohn übertragen wurde. Der vorbildliche und aszetische Papst Hadrian VI. verstarb schon nach einem Jahr, am 14. September 1523, wie manche vermuteten, an Gift.
Für Elisabetta ergab sich dadurch eine neue Hoffnung: Ihr Bruder Kardinal Sigismondo Gonzaga, der schon bei der Wahl des Vorgängers als „papabile“ (aussichtsreicher Papstkandidat) gegolten hatte, könnte doch diesmal zum Papst gewählt werden. Sigismondo war jedoch inzwischen müde und krank und machte durch seinen Einfluss die Wahl eines anderen Kandidaten möglich. Es war Kardinal Giulio de’ Medici, der als Papst Clemens VII. von 1523 bis 1534 regierte.
In Urbino wurde diese Nachricht mit großer Enttäuschung und Beunruhigung aufgenommen, da statt Elisabettas Bruder ein Mitglied gerade derjenigen Familie gewählt worden war, die für die zweite Vertreibung Elisabettas und ihrer Familie verantwortlich war.
Es stellte sich jedoch heraus, dass keine Gefahr einer neuerlichen Vertreibung aus Urbino bestand.

### Neuerlich Regentin und Tod
Durch die zahlreichen Abwesenheiten ihres Adoptivsohnes war Elisabetta sehr oft neuerlich Regentin des Herzogtums Urbino, wo die Untertanen nach der Misswirtschaft von Lorenzo di Piero de’ Medici, der von Florenz aus durch Statthalter regiert hatte, für die Weisheit und Güte der Regentin dankbar waren. Im Sommer residierte sie im Palazzo Ducale in Urbino, im Winter wegen des milderen Klimas aber in Pesaro.
Als ihr Bruder Kardinal Sigismondo Gonzaga 1525 verstarb, war Elisabetta so schwach, dass ihr Neffe, Federico II. Gonzaga Emilia Pio bat, ihr die Nachricht schonend beizubringen um nicht ihre Gesundheit zu gefährden. Elisabetta war damit die letzte Überlebende der Familie ihrer Generation. Ihre Schwägerin Isabella d’Este sah diesen Tod hingegen als Chance, ihren zwanzigjährigen Sohn Ercole Gonzaga (1505–1563) zum Kardinal zu machen, intervenierte daher persönlich beim Papst in Rom und hatte 1527 tatsächlich Erfolg.
Elisabetta war inzwischen alt und schwach geworden, brauchte lange Ruhepausen, in denen sie sich in Gesellschaft der ihr von den alten Freunden einzig verbliebenen Emilia Pia über die vergangenen Zeiten unterhielt. Der treue Baldassare Castiglione war schon 1524 vom Papst zum Nuntius bei Kaiser Karl V. in Madrid ernannt worden. Sie starb schließlich am 31. Januar 1526, im Palazzo Ducale in Urbino, aber fern von ihrer Familie, da ihr Adoptivsohn mit seiner Familie in Norditalien war, um dort Kriegsdienst zu leisen.

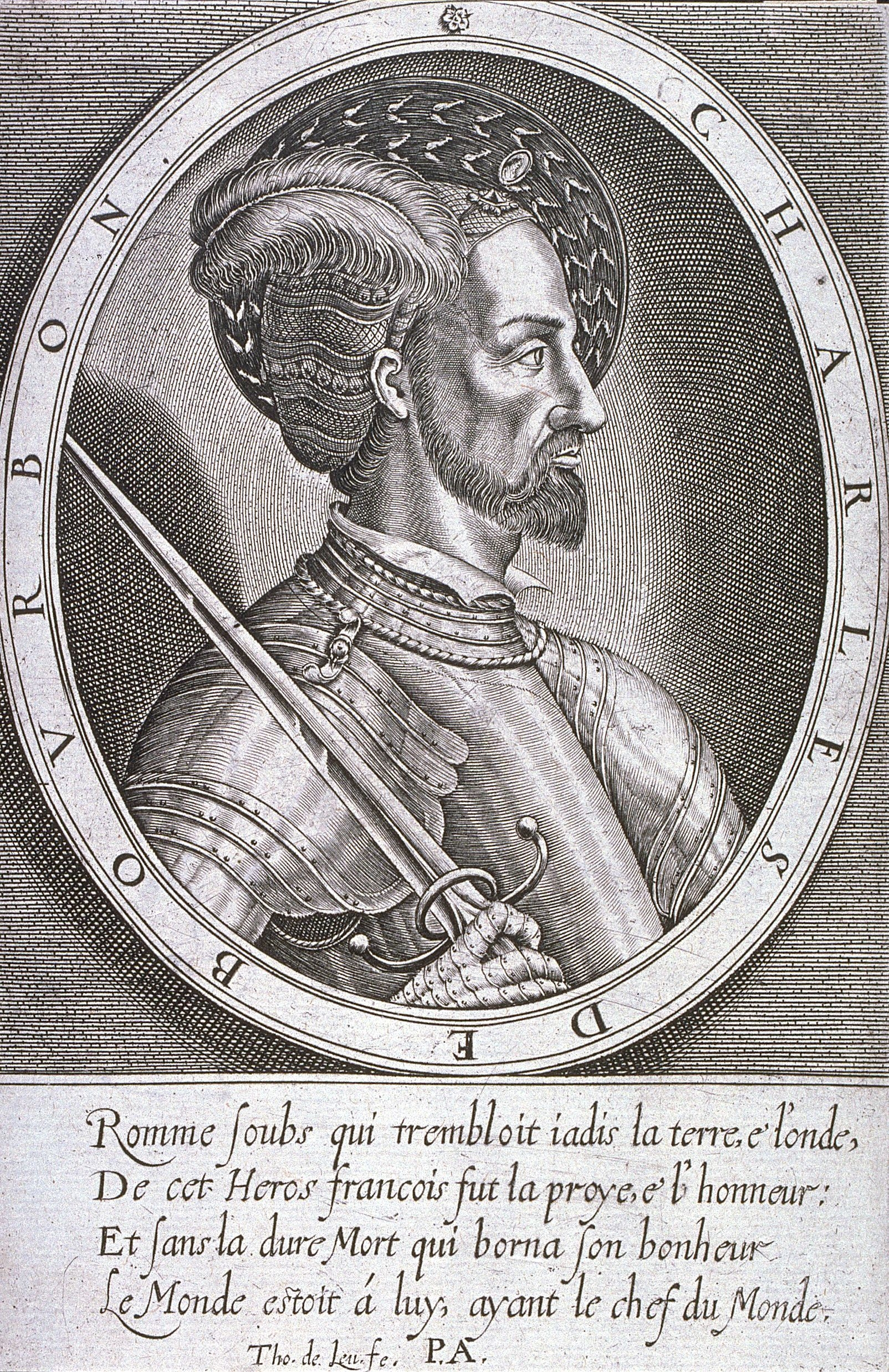
Charles de Bourbon-Montpensier, Stich von Thomas de Leu

Es blieb ihr erspart, den Sacco di Roma, die Plünderung Roms durch kaiserliche Truppen zu erleben, bei der sich zwei ihrer Neffen gegenüberstanden: Federico II. Gonzaga war Kommandant der päpstlichen Liga, während ein anderer Neffe, Charles III. de Bourbon-Montpensier, der „Connetable von Bourbon“, die kaiserlichen Truppen kommandierte, die – nach dessen Tod außer Kontrolle und ohne Sold – Rom am 6. Mai 1527 überfielen und tagelang plünderten. Alle, die sie gekannt hatten, ahnten, dass mit ihr eine Epoche zu Ende ging. Sogar Papst Clemens VII. aus dem Haus Medici, das für ihre zweite Vertreibung verantwortlich war, bedauerte den Verlust Elisabettas, da sie „donna rara et de singular virtu alli tempi nostri…“ („eine der seltenen Frauen war, die von einer in unserer Zeit einmaligen Tugend“) gewesen sei. Aus Spanien schrieb Baldassare Castiglione, der selbst nahe dem Ende seiner Tage war: “Essa molto piú che tutti gli altri valeva ed io ad essa molto piú che tutti gli altri era tenuto…” (deutsch: „Sie war viel mehr wert als alle Anderen und ich habe sie viel mehr geschätzt als alle Anderen“).

### Kulturelle Bedeutung
Die Stadt Urbino (Provinz Pesaro und Urbino) war seit der Regierungszeit der Eltern von Elisabettas Ehemann, Federico da Montefeltro, Herzog von Urbino (1444–1482) und dessen Gemahlin Battista Sforza ein kulturelles Zentrum, an dessen Hof Piero della Francesca, Francesco di Giorgio Martini und Giovanni Santi, Raffaels Vater wirkten, eine der bedeutendsten Bibliotheken und von Luciano Laurana der weltberühmte Palazzo Ducale erbaut wurde. Der kulturelle Stellenwert übertraf daher bei weitem die bescheidene Größe des Herzogtums und der Stadt (heute etwa 16.000 Einwohner).
Diese Tradition lebte unter Elisabetta Gonzaga und Guidobaldo I. da Montefeltro, dem Sohn Federicos und dessen Gemahlin fort, die Urbino wieder zum elegantesten und raffiniertesten Hof in Italien, und den Palazzo Ducale in Urbino zum bevorzugten Treffpunkt von Intellektuellen und Kulturschaffenden und zum Forum kultivierter des höfischen Gespräches machten.

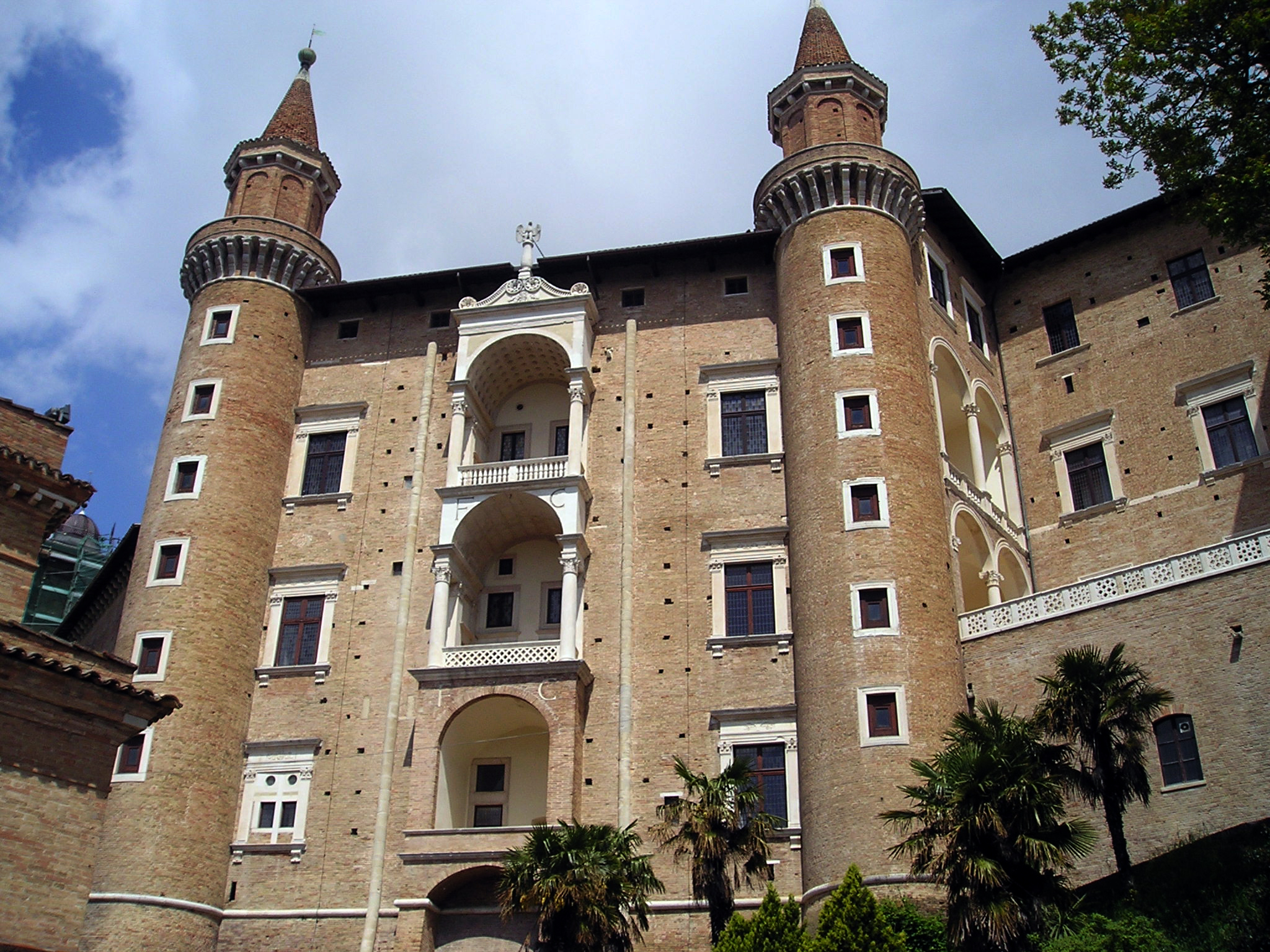
Palazzo Ducale Urbino, Fassade

Ein – wohl idealisiertes – Abbild dieses intellektuellen „Salons“ von Elisabetta findet sich im bekanntesten Werk des Grafen Baldassare Castiglione (* 6. Dezember 1478, † 2. Februar 1529), „Il Libro del Cortegiano“ (Das Buch vom Hofmann). Darin werden Gespräche beschrieben, die 1507 im Zusammenhang mit dem Besuch von Papst Julius II. in Urbino an vier Tagen im Palazzo Ducale von Urbino unter der Patronanz von Elisabetta Gonzaga stattfanden.
Castiglione behandelt in Form von Dialogen, die er einer Reihe bedeutender Persönlichkeiten aristokratischer Herkunft mit politischem, militärischen oder geistlichem Hintergrund in den Mund legt, die Frage, welche Eigenschaften ein idealer Hofmann haben sollte. Er zeichnet zugleich ein idealisiertes Bild verfeinerter höfischer Lebensformen, dass er an den Hof Elisabettas in Urbino verlegt, der dadurch als Inbegriff verlorener Ideale, als Ort heiterer Freude und hoher Philosophie aus einer früheren, glücklicheren, halkyonischen Zeit erscheint.

Baldassare Castiglione, Porträt von Raffael

Bemerkenswert ist, dass Castiglione diese Gespräche unter der Leitung von Frauen stattfanden ließ. Elisabetta Gonzaga war als Herzogin die von allen verehrte Patronin der Gespräche. Sie überließ jedoch deren Leitung ihrer geistreichen Schwägerin, Emilia Pio da Montefeltro, der Ehefrau Antonio da Montefeltro, Conte di Cantiano († 1508), eines außerehelichen Halbbruders von Elisabettas Ehemann.
Ein Blick auf die von Castiglione erwähnten Teilnehmer an diesen Gesprächen zeigt Weite des intellektuellen und politischen Umfeldes in dem sich Elisabetta bewegte und zugleich die besondere Anziehungskraft, die sie auf bedeutende Zeitgenossen ausübte.
- Pietro Bembo (1470–1547), Philosoph, Dichter, leidenschaftlicher Verehrer der Lucrezia Borgia – der er sein Werk „Gli Asolani“ über die Liebe widmete[39] – lebte von 1506 bis 1512 am Hof von Urbino und sagte über Elisabetta: „Ich habe viele hervorragende und edle Frauen gesehen und habe von einigen gehört, die im Hinblick auf bestimmte Eigenschaften ebenso berühmt waren, doch in ihr allein unter den Frauen waren alle Tugenden vereinigt. Ich habe niemals eine gesehen oder von einer gehört, die ihr ebenbürtig war und kenne sehr wenige, die ihr auch nur nahe kamen.“[26] Er beendete seine Tage in frommer Entsagung als Kardinal der Katholischen Kirche.
- Bernardo Dovizi da Bibbiena (1470–1520) ein italienischer Schriftsteller und Dichter (u. a. der bedeutenden Komödie „la Calandria“) war Sekretär des Papstes Leo X., später Kardinal, der schließlich wegen seiner Machtfülle als alter Papa (dt.: etwa der andere Papst) genannt wurde.
- Alfonso Ariosto (1475–1525), dem das nach Elisabettas Tod der erste Band des Buches vom Hofmann gewidmet wurde, war ein Cousin des berühmteren Ludovico Ariosto (1474–1533), Über ihn erhielt Castiglione die Anregung dieses Buch zu schreiben, die jedoch ursprünglich auf Franz Herzog von Angouleme – später König Franz I. von Frankreich zurückgeht.
- Gasparo Pallavicino Marchese di Cortemaggiore (1485–1511), Freund von Castiglione, ihm legt Castiglione die Anregung in den Mund, Fragen des vorbildlichen Verhaltens zu diskutieren.
- Ludovico da Canossa, ein Adeliger aus Verona, Bischof von Tricarico, später Bischof von Bayeux, Gesandter von König Franz I. von Frankreich in Venedig (1476–1532)
- Cesare Gonzaga († 1512 in Bologna), Feldherr, Diplomat und Dichter, Vetter von Castiglione.
- Ottaviano Fregoso (* 1470 in Genua, † 1524 in Ischia), ein Neffe ihres Mannes (Sohn von Gentile da Montefeltro, einer außerehelichen Schwester Guidobaldos), der viele Jahre im Exil in Urbino verbrachte, diese Stadt vergeblich gegen Cesare Borgia verteidigte, 1513 nach Genua zurückkehrte und dort als Doge die Herrschaft übernahm, aber schließlich als Gefangener des Markgrafen Fernando Francesco d’Avalos di Pescara – dem Ehemann der berühmten Dichterin Vittoria Colonna – in Ischia verstarb.
- Federico Fregoso (* c. 1480 in Genua, † 1541 in Gubbio), der Bruder von Ottaviano, kämpfte als Admiral gegen den berühmten Korsaren Khair ad-Din Barbarossa vor Tunis und vor der Insel Djerba, war später Erzbischof von Salerno sowie Kardinal – und Elisabetta als Bischof von Gubbio (1508–1541) eng verbunden.
- Bernardo Accolti, genannt „l’Unico Aretino“ (1465–1536), ein bekannter Dichter und Hofmann seiner Zeit, und nicht zuletzt:
- Baldassare Castiglione Graf von Novilara selbst, der über seine Mutter, Luigia Gonzaga, mit Elisabetta Gonzaga verwandt war, als Höfling, Schriftsteller und Diplomat, seit 1499 im Dienste der Gonzaga in Mantua stand, ab 1504 mantuanischer Gesandter am Hof von Urbino war, dort bis 1512 blieb, um anschließen Francesco Maria I. della Rovere und Elisabetta als Gesandter in Rom zu dienen. Er beendete seine Laufbahn 1527 bis 1529 als päpstlicher Nuntius (Botschafter) bei Kaiser Karl V. in Madrid, wo er verstarb.

Bemerkenswert ist, dass die beiden wichtigsten gesellschaftlichen Leitfäden der Renaissance, Il Principe (Der Fürst) von Niccolò Machiavelli – die Anleitung zur skrupellosen Machtentfaltung des Fürsten – und Il Libro del Cortegiano (Das Buch vom Hofmann) von Baldassare Castiglione – die Anleitung für den vorbildlichen Hofmann – fast zur gleichen Zeit – um 1510 – entstanden sind. Elisabetta Gonzaga erlebte beide Theorien am eigenen Leib: Einerseits als Opfer ihres „Schwagers“ Cesare Borgia, der Machiavelli als Modell des Gewaltherrschers diente und andererseits als Heldin ihres Vetters Castiglione, dem sie als Vorbild einer verfeinerten höfischen Kultur diente.
Beide Werke waren „Bestseller“ ihrer Zeit und fanden an den Höfen Europas rasche Aufnahme. Bereits 1534 lag „Der Hofmann“ in spanischer, 1538 in französischer und 1552 in englischer Übersetzung vor. Eine deutsche Übersetzung erschien 1565. Bis 1600 gab es nicht weniger als siebenundfünfzig Auflagen.
Der große italienische Dichter Ludovico Ariosto (1474–1533) ehrte Elisabetta Gonzaga, indem er in seinem Hauptwerk, dem Versepos Orlando furioso (Der rasende Roland), im Schloss seines Helden Rinaldo ein Pantheon schöner und berühmter Frauen beschreibt, wo neben den Statuen ihrer Schwägerinnen – Lukrezia Borgia und Isabella d’Este auch die der Elisabetta Gonzaga steht.

## Ehe
Elisabetta Gonzaga heiratete in Mantua am 11. Februar 1489 Guidobaldo I. da Montefeltro (1472–1508), 2. Herzog von Urbino, Graf von Montefeltro, Graf von Massa Trabaria, Herr von Casteldurante u. Mercatello sul Metauro, sowie Herr und päpstlicher Vikar von San Leo, Cantiano, Pergola, Sassocorvato, Lunano, Montelucco, Fossombrone, Macerata Feltria, Maiolo, Sartiano, Torricella, Libiano, Rocchi, Maiano, Caioletto, Monte Benedetto, Pereto, Scavolino, San Donato, Ungrigno, Pagno, Pennabilli, Maciano, Pietrarubbia, Monte Santa Maria etc. etc. Das Ehepaar hatte keine Kinder, wodurch das Herzogtum Urbino und die dazugehörigen Territorien an deren Adoptivsohn Francesco Maria I. della Rovere überging.